# Main-Weser-Bahn
| Bahnhof Gießen an der Main-Weser-Bahn | |                                                                                           |                                                                                           |
| | |                                                                                           |                                                                                           |
| Streckennummer (DB): | 3900 3684 (Frankfurt West–Bad Vilbel, S-Bahn) |                                                                                           |                                                                                           |
| Kursbuchstrecke (DB): | 620 (Kassel–Gießen) 630 (Gießen–Frankfurt) 645.6 (S-Bahn bis Friedberg) bis 2015: 614.9 (RegioTram bis Treysa) |                                                                                           |                                                                                           |
| Kursbuchstrecke: | 172 (1934) 173 (Kassel Hbf – Guntershausen 1934) 178 (Kassel Hbf – Kassel-Wilhelmshöhe 1934) 173d, 174n (Cölbe – Marburg (Lahn) 1934) 172a (Frankfurt (Main) West – Hbf 1934) 196 (1946) 198 (Kassel Hbf – Guntershausen 1946) 198e, 239p (Cölbe – Marburg (Lahn) 1946) 196a (Frankfurt (Main) West – Hbf 1946) |                                                                                           |                                                                                           |
| Streckenlänge: | 199,8 km |                                                                                           |                                                                                           |
| Spurweite: | 1435 mm (Normalspur) |                                                                                           |                                                                                           |
| Streckenklasse: | D4 |                                                                                           |                                                                                           |
| Stromsystem: | 15 kV 16,7 Hz ~ |                                                                                           |                                                                                           |
| Streckengeschwindigkeit: | 160 km/h |                                                                                           |                                                                                           |
| Zugbeeinflussung: | PZB |                                                                                           |                                                                                           |
| Zweigleisigkeit: | durchgehend |                                                                                           |                                                                                           |
| | |                                                                                           |                                                                                           |
| \| \| \| Straßenbahn Kassel RT1 RT4 RT5 \| \| \| \| 0,000 \| Kassel Hbf \| Kassel Hbf \| \| \| \| Systemwechsel 600 V = / 15 kV ~ \| \| \| \| \| Hannöversche Südbahn nach Hannover \| \| \| \| \| SFS von Hannover \| \| \| \| \| Strecke nach Warburg RT1 RT4 \| \| \| \| 2,500 \| Kassel-Kirchditmold (bis 1984) \| Kassel-Kirchditmold (bis 1984) \| \| \| \| Straßenbahn Kassel \| \| \| \| \| Wilhelmshöher Allee \| \| \| \| \| Straßenbahn Kassel \| \| \| \| 3,829 \| Kassel-Wilhelmshöhe \| Kassel-Wilhelmshöhe \| \| \| 4,300 \| Herkulesbahn (1000-mm-Schmalspur) \| Herkulesbahn (1000-mm-Schmalspur) \| \| \| \| nach Waldkappel \| \| \| \| \| nach Naumburg (Museumsverkehr) \| \| \| \| \| (Überwerfungsbauwerk) \| \| \| \| 7,0 \| Korbacher Straße (ehem. B 520) \| Korbacher Straße (ehem. B 520) \| \| \| 7,3 \| Kassel-Oberzwehren Abzw \| Kassel-Oberzwehren Abzw \| \| \| \| Kreuzungsbauwerk Oberzwehren (1.147 m) \| \| \| \| 7,9 \| Kassel-Oberzwehren \| Kassel-Oberzwehren \| \| \| 8,9 \| A 49 \| A 49 \| \| \| \| Kassel-Keilsberg \| \| \| \| 10,0 \| Rengershausener Tunnel (1.592 m) / A 44 \| Rengershausener Tunnel (1.592 m) / A 44 \| \| \| 10,7 \| Baunatal-Rengershausen \| Baunatal-Rengershausen \| \| \| 11,4 \| SFS nach Würzburg \| SFS nach Würzburg \| \| \| 13,5 \| Bauna \| Bauna \| \| \| 13,7 \| Baunatal-Guntershausen \| Baunatal-Guntershausen \| \| \| \| Friedrich-Wilhelms-Nordbahn nach Bebra RT5 \| \| \| \| 16,6 \| Edermünde-Grifte \| Edermünde-Grifte \| \| \| 17,2 \| ehem. Strecke nach Gudensberg \| ehem. Strecke nach Gudensberg \| \| \| 18,2 \| Eder \| Eder \| \| \| 20,0 \| Felsberg-Wolfershausen \| Felsberg-Wolfershausen \| \| \| 23,5 \| Felsberg-Altenbrunslar \| Felsberg-Altenbrunslar \| \| \| \| \| \| \| \| 27,4 \| Gensungen-Felsberg verkehrlich Felsberg-Gensungen \| Gensungen-Felsberg verkehrlich Felsberg-Gensungen \| \| \| \| \| \| \| \| 30,3 \| Schwalm \| Schwalm \| \| \| \| Anrufschranke (Bf Wabern) \| \| \| \| 33,9 \| Wabern (Bz Kassel) \| Wabern (Bz Kassel) \| \| \| 34,0 \| B 254 \| B 254 \| \| \| \| nach Bad Wildungen \| \| \| \| 37,3 \| L 3148 \| L 3148 \| \| \| 37,4 \| Uttershausen (Abzw) \| Uttershausen (Abzw) \| \| \| \| Anschlussstrecke nach Wabern Kimm (Anst) \| \| \| \| 37,8 \| Schwalm \| Schwalm \| \| \| 39,3 \| L 3149 \| L 3149 \| \| \| 39,4 \| Singlis \| Singlis \| \| \| \| \| \| \| \| \| Anschluss DB Energie Bahnstromumformerwerk (gesperrt) \| \| \| \| \| \| \| \| \| 42,9 \| Borken (Hess) \| Borken (Hess) \| \| \| \| \| \| \| \| \| Privatanschluss Stadtwerke Borken mit Neben- anschließern (ehem. Dreischienengleis zur …) \| \| \| \| \| \| \| \| \| 43,4 \| ehem. Werks- und Grubenbahn der PREAG \| ehem. Werks- und Grubenbahn der PREAG \| \| \| 47,4 \| L 3067 \| L 3067 \| \| \| 49,2 \| Zimmersrode \| 216 m \| \| \| \| \| \| \| \| 50,1 \| ehem. Kellerwaldbahn nach Gemünden (Wohra) \| ehem. Kellerwaldbahn nach Gemünden (Wohra) \| \| \| 54,7 \| Schlierbach (Kr Schwalm-Eder) \| Schlierbach (Kr Schwalm-Eder) \| \| \| \| ehem. Kanonenbahn von Leinefelde \| \| \| \| 60,7 \| Treysa (Keilbahnhof) (bis 1908) \| Treysa (Keilbahnhof) (bis 1908) \| \| \| 61,1 \| B 454 \| B 454 \| \| \| 61,5 \| Schwalm \| Schwalm \| \| \| 61,9 \| ehem. Knüllwaldbahn von Bad Hersfeld \| ehem. Knüllwaldbahn von Bad Hersfeld \| \| \| 62,3 \| Treysa \| Treysa \| \| \| 67,0 \| B 454 \| B 454 \| \| \| 67,1 \| Schwalmstadt-Wiera \| Schwalmstadt-Wiera \| \| \| 70,1 \| B 454 \| B 454 \| \| \| \| Tarifgrenze NVV/RMV \| \| \| \| 71,1 \| Neustadt (Kr Marburg) \| Neustadt (Kr Marburg) \| \| \| 76,0 \| Wasserscheide (Bk) \| Wasserscheide (Bk) \| \| \| \| Wasserscheide Weser/Rhein \| \| \| \| 80,0 \| Herrenwald-Kaserne \| Herrenwald-Kaserne \| \| \| 81,4 \| Industrieanschluss (Fritz Winter Eisengießerei) \| Industrieanschluss (Fritz Winter Eisengießerei) \| \| \| 82,1 \| Stadtallendorf \| Stadtallendorf \| \| \| 83,1 \| B 454 \| B 454 \| \| \| \| Langenstein (Bk) \| \| \| \| \| Ohmtalbahn von Nieder-Ofleiden \| \| \| \| 89,2 \| Kirchhain (Bz Kassel) \| Kirchhain (Bz Kassel) \| \| \| \| \| \| \| \| 90,1 \| Wohra \| Wohra \| \| \| 90,2 \| Wohratalbahn nach Gemünden (Wohra) \| Wohratalbahn nach Gemünden (Wohra) \| \| \| 94,2 \| Anzefahr \| Anzefahr \| \| \| 97,3 \| Bürgeln \| Bürgeln \| \| \| 98,0 \| B 3 \| B 3 \| \| \| 99,2 \| B 62 \| B 62 \| \| \| 99,5 \| Lahn \| Lahn \| \| \| 99,8 \| Lahn \| Lahn \| \| \| \| \| \| \| \| \| Obere Lahntalbahn von Erndtebrück, zur Burgwaldbahn von Korbach \| \| \| \| \| \| \| \| \| 100,3 \| Cölbe \| Cölbe \| \| \| 101,4 \| Lahn (Viadukt) \| Lahn (Viadukt) \| \| \| 102,1 \| B 3 \| B 3 \| \| \| \| Wehrda (Bk) \| \| \| \| 104,2 \| Marburg (Lahn) \| Marburg (Lahn) \| \| \| \| Marburg Mitte (geplant) \| \| \| \| 107,4 \| Marburg Süd (Hp Üst) \| 181 m \| \| \| 107,5 \| Marburg Südbahnhof (PV bis 1956) \| Marburg Südbahnhof (PV bis 1956) \| \| \| 107,6 \| Heizöllager (bis 1998) \| Heizöllager (bis 1998) \| \| \| 107,7 \| ehem. Verbindung \| ehem. Verbindung \| \| \| 108,3 \| B 255 / L 3125 \| B 255 / L 3125 \| \| \| 108,6 \| Industrieanschlüsse (bis 1998) \| Industrieanschlüsse (bis 1998) \| \| \| 108,7 \| ehem. Marburger Kreisbahn nach Dreihausen \| ehem. Marburger Kreisbahn nach Dreihausen \| \| \| 109,1 \| B 3 \| B 3 \| \| \| 110,0 \| Lahn \| Lahn \| \| \| \| Gisselberg (Bk) \| \| \| \| 110,5 \| B 255 \| B 255 \| \| \| 111,9 \| Niederweimar \| Niederweimar \| \| \| \| \| \| \| \| 115,4 \| Niederwalgern (ehem. Keilbahnhof) \| Niederwalgern (ehem. Keilbahnhof) \| \| \| \| ehem. Aar-Salzböde-Bahn nach Herborn \| \| \| \| 118,9 \| Fronhausen (Lahn) \| Fronhausen (Lahn) \| \| \| 119,6 \| Anschluss DB Unterwerk \| Anschluss DB Unterwerk \| \| \| 119,6 \| Lahn \| Lahn \| \| \| 122,8 \| Friedelhausen \| Friedelhausen \| \| \| 125,3 \| Lumdatalbahn von Londorf \| Lumdatalbahn von Londorf \| \| \| 125,9 \| Lollar (Inselbahnhof) \| Lollar (Inselbahnhof) \| \| \| 126,6 \| Lumda \| Lumda \| \| \| \| ehem. Kanonenbahn nach Wetzlar \| \| \| \| 128,7 \| A 480 \| A 480 \| \| \| 132,9 \| Gießen Oswaldsgarten \| Gießen Oswaldsgarten \| \| \| 133,0 \| Biebertalbahn von Bieber \| Biebertalbahn von Bieber \| \| \| 133,0 \| Gießen Kleinbahnhof (bis 1952) \| Gießen Kleinbahnhof (bis 1952) \| \| \| 133,4 \| Gießen Pbf/Rbf Ültg I \| Gießen Pbf/Rbf Ültg I \| \| \| \| \| \| \| \| \| Vogelsbergbahn von Fulda Lahn-Kinzig-Bahn von Gelnhausen \| \| \| \| \| \| \| \| \| 134,0 \| Gießen (Keilbahnhof) \| Gießen (Keilbahnhof) \| \| \| \| Gießen Gbf \| \| \| \| 135,5 \| Dillstrecke nach Siegen \| Dillstrecke nach Siegen \| \| \| 135,7 \| B 49 \| B 49 \| \| \| \| von Dutenhofen (Kr Wetzlar) (von Siegen) \| \| \| \| 136,6 \| Gießen-Bergwald Bbf \| Gießen-Bergwald Bbf \| \| \| 137,5 \| A 485 \| A 485 \| \| \| 139,7 \| Großen Linden \| Großen Linden \| \| \| 141,2 \| A 45 \| A 45 \| \| \| 143,4 \| Lang Göns \| Lang Göns \| \| \| 146,1 \| Kirch Göns \| Kirch Göns \| \| \| \| \| \| \| \| 151,0 \| Butzbach-Licher Eisenbahn (Verb.-Kurve zur HLB-Werkstatt und Strecke nach Münzenberg) \| Butzbach-Licher Eisenbahn (Verb.-Kurve zur HLB-Werkstatt und Strecke nach Münzenberg) \| \| \| \| \| \| \| \| 151,3 \| B 3 \| B 3 \| \| \| 151,9 \| Butzbach \| Butzbach \| \| \| 154,6 \| Ostheim (b Butzbach) \| Ostheim (b Butzbach) \| \| \| 156,9 \| A 5 \| A 5 \| \| \| 151,3 \| B 275 \| B 275 \| \| \| \| Butzbach-Licher Eisenbahn von Griedel \| \| \| \| 161,9 \| Bad Nauheim / Bad Nauheim Nord (BLE) \| Bad Nauheim / Bad Nauheim Nord (BLE) \| \| \| 163,1 \| B 3 \| B 3 \| \| \| 164,4 \| B 455 \| B 455 \| \| \| 164,3 \| Horlofftalbahn von Wölfersheim-Södel \| Horlofftalbahn von Wölfersheim-Södel \| \| \| 165,0 \| Rosentalviadukt \| Rosentalviadukt \| \| \| 165,4 \| Friedberg (erster Bahnhof bis 1913) \| Friedberg (erster Bahnhof bis 1913) \| \| \| 165,9 \| Friedberg (Hess) Endstation \| 148 m \| \| \| \| Friedberg Gbf \| \| \| \| \| Industrieanschlüsse \| \| \| \| \| Strecke nach Friedrichsdorf (Querung bis 1968) \| \| \| \| \| Strecke nach Hanau (niveaufrei) \| \| \| \| 168,4 \| Friedberg Görbelheim (Abzw) \| Friedberg Görbelheim (Abzw) \| \| \| 170,1 \| Bruchenbrücken \| Bruchenbrücken \| \| \| 172,8 \| Rosbach \| Rosbach \| \| \| 173,0 \| Nieder Wöllstadt \| Nieder Wöllstadt \| \| \| \| B 3 \| \| \| \| 176,2 \| Okarben \| Okarben \| \| \| 178,4 \| Groß Karben \| Groß Karben \| \| \| 179,2 \| Industrieanschluss \| Industrieanschluss \| \| \| 181,4 \| Dortelweil \| Dortelweil \| \| \| \| \| \| \| \| \| Niddertalbahn von Glauburg-Stockheim (ursprünglich Lauterbach) \| \| \| \| \| \| \| \| \| \| Ausfädelung der S-Bahn (Strecke 3684) \| \| \| \| 183,6 16,180 \| Bad Vilbel \| Bad Vilbel \| \| \| 184,5 00,000 \| Nidda \| Nidda \| \| \| 184,9 14,821 \| Bad Vilbel Süd \| Bad Vilbel Süd \| \| \| \| B 3 \| \| \| \| 187,5 12,148 \| Frankfurt-Berkersheim \| Frankfurt-Berkersheim \| \| \| \| \| \| \| \| 189,4 10,453 \| Frankfurt-Frankfurter Berg (bis 1986: Frankfurt-Bonames) \| Frankfurt-Frankfurter Berg (bis 1986: Frankfurt-Bonames) \| \| \| \| \| \| \| \| \| A 661 \| \| \| \| 191,6 08,068 \| Frankfurt-Eschersheim \| Frankfurt-Eschersheim \| \| \| \| A-Strecke \| \| \| \| \| Frankfurt-Ginnheim (seit 2024) \| \| \| \| 193,2 00,000 \| Frankfurt-Ginnheim (bis 2016) \| Frankfurt-Ginnheim (bis 2016) \| \| \| \| A-Strecke \| \| \| \| \| A 66 \| \| \| \| 195,532 04,674 \| Frankfurt (Main) West S-Bahn Üst (Bft) \| Frankfurt (Main) West S-Bahn Üst (Bft) \| \| \| \| von Frankfurt-Rödelheim \| \| \| \| \| rechte Strecke Homburger Bahn (Strecke 3611) \| \| \| \| 196,4 02,892 \| Frankfurt (Main) West \| Frankfurt (Main) West \| \| \| \| Frankfurt am Main Messe \| \| \| \| \| urspr. zum Main-Weser-Bahnhof (bis 1888) \| \| \| \| \| Hauptgüterbahnhof \| \| \| \| \| Frankfurt (Main) Galluswarte \| \| \| \| \| Main-Lahn-Bahn, Taunus-Eisenbahn \| \| \| \| \| \| \| \| \| \| Bahnstrecke Frankfurt am Main–Heidelberg, Gütergleis \| \| \| \| \| \| \| \| \| \| \| \| \| \| \| Hauptbahnhof-Vorfeld (s. o., Mainbahn) \| \| \| \| \| Beginn City-Tunnel \| \| \| \| 199,8 00,000 \| Frankfurt (Main) Hbf \| Frankfurt (Main) Hbf \| \| \| \| \| \| \| \| \| nach Frankfurt (Main) Süd \| \| \| \| \| \| \| \| Quellen: [1][2] \| \| \| \| | |                                                                                           |                                                                                           |
| U-Bahn-Strecke (im Tunnel) | | Straßenbahn Kassel RT1 RT4 RT5                                                            | Straßenbahn Kassel RT1 RT4 RT5                                                            |
| Kopfbahnhof Streckenanfang · Kopfbahnhof Streckenanfang · U-Bahn-Bahnhof | 0,000 | Kassel Hbf                                                                                | Kassel Hbf                                                                                |
| Strecke · Strecke · U-Bahn-Grenze mit Eisenbahn | | Systemwechsel 600 V = / 15 kV ~                                                           | Systemwechsel 600 V = / 15 kV ~                                                           |
| Strecke nach rechts · Strecke · Strecke | | Hannöversche Südbahn nach Hannover                                                        | Hannöversche Südbahn nach Hannover                                                        |
| Strecke von rechts · Strecke · Strecke | | SFS von Hannover                                                                          | SFS von Hannover                                                                          |
| Kreuzung geradeaus unten · Kreuzung geradeaus unten · Abzweig ehemals geradeaus und nach rechts | | Strecke nach Warburg RT1 RT4                                                              | Strecke nach Warburg RT1 RT4                                                              |
| Strecke · Strecke · Bahnhof (Strecke außer Betrieb) | 2,500 | Kassel-Kirchditmold (bis 1984)                                                            | Kassel-Kirchditmold (bis 1984)                                                            |
| Kreuzung mit U-Bahn geradeaus unten · Kreuzung mit U-Bahn geradeaus unten · Kreuzung mit U-Bahn geradeaus unten (Strecke geradeaus außer Betrieb) | | Straßenbahn Kassel                                                                        | Straßenbahn Kassel                                                                        |
| Strecke mit Straßenbrücke Streckenanfang · Strecke mit Straßenbrücke · Strecke mit Straßenbrücke Streckenende (Strecke außer Betrieb) | | Wilhelmshöher Allee                                                                       | Wilhelmshöher Allee                                                                       |
| Kreuzung mit U-Bahn geradeaus unten · Kreuzung mit U-Bahn geradeaus unten · Kreuzung mit U-Bahn geradeaus unten (Strecke geradeaus außer Betrieb) | | Straßenbahn Kassel                                                                        | Straßenbahn Kassel                                                                        |
| Bahnhof · Bahnhof · Kopfbahnhof Strecke bis hier außer Betrieb | 3,829 | Kassel-Wilhelmshöhe                                                                       | Kassel-Wilhelmshöhe                                                                       |
| Kreuzung mit U-Bahn geradeaus unten (Querstrecke außer Betrieb) · Kreuzung mit U-Bahn geradeaus unten (Querstrecke außer Betrieb) · Kreuzung mit U-Bahn geradeaus unten (Querstrecke außer Betrieb) | 4,300 | Herkulesbahn (1000-mm-Schmalspur)                                                         | Herkulesbahn (1000-mm-Schmalspur)                                                         |
| Strecke · Strecke · Strecke nach links | | nach Waldkappel                                                                           | nach Waldkappel                                                                           |
| Abzweig geradeaus und nach rechts · Abzweig geradeaus und nach links · Strecke von rechts | | nach Naumburg (Museumsverkehr)                                                            | nach Naumburg (Museumsverkehr)                                                            |
| Strecke | | (Überwerfungsbauwerk)                                                                     | (Überwerfungsbauwerk)                                                                     |
| Brücke · Brücke · Brücke | 7,0 | Korbacher Straße (ehem. B 520)                                                            | Korbacher Straße (ehem. B 520)                                                            |
| Blockstelle · Blockstelle · Blockstelle | 7,3 | Kassel-Oberzwehren Abzw                                                                   | Kassel-Oberzwehren Abzw                                                                   |
| Strecke nach links · Kreuzung Streckenanfang (im Tunnel) · Abzweig geradeaus und von rechts | | Kreuzungsbauwerk Oberzwehren (1.147 m)                                                    | Kreuzungsbauwerk Oberzwehren (1.147 m)                                                    |
| Strecke (im Tunnel) · Haltepunkt / Haltestelle | 7,9 | Kassel-Oberzwehren                                                                        | Kassel-Oberzwehren                                                                        |
| Tunnelende · Strecke mit Straßenbrücke | 8,9 | A 49                                                                                      | A 49                                                                                      |
| Überleitstelle / Spurwechsel · Strecke | | Kassel-Keilsberg                                                                          | Kassel-Keilsberg                                                                          |
| Tunnelanfang · Strecke mit Straßenbrücke | 10,0 | Rengershausener Tunnel (1.592 m) / A 44                                                   | Rengershausener Tunnel (1.592 m) / A 44                                                   |
| Strecke nach halblinks (im Tunnel) · Haltepunkt / Haltestelle | 10,7 | Baunatal-Rengershausen                                                                    | Baunatal-Rengershausen                                                                    |
| Strecke von halblinks · Strecke nach links, von halbrechts und Tunnelende | 11,4 | SFS nach Würzburg                                                                         | SFS nach Würzburg                                                                         |
| Brücke über Wasserlauf | 13,5 | Bauna                                                                                     | Bauna                                                                                     |
| Bahnhof | 13,7 | Baunatal-Guntershausen                                                                    | Baunatal-Guntershausen                                                                    |
| Abzweig geradeaus und nach links | | Friedrich-Wilhelms-Nordbahn nach Bebra RT5                                                | Friedrich-Wilhelms-Nordbahn nach Bebra RT5                                                |
| Bahnhof | 16,6 | Edermünde-Grifte                                                                          | Edermünde-Grifte                                                                          |
| Abzweig geradeaus und ehemals nach rechts | 17,2 | ehem. Strecke nach Gudensberg                                                             | ehem. Strecke nach Gudensberg                                                             |
| Brücke über Wasserlauf | 18,2 | Eder                                                                                      | Eder                                                                                      |
| Haltepunkt / Haltestelle | 20,0 | Felsberg-Wolfershausen                                                                    | Felsberg-Wolfershausen                                                                    |
| Haltepunkt / Haltestelle | 23,5 | Felsberg-Altenbrunslar                                                                    | Felsberg-Altenbrunslar                                                                    |
| | |                                                                                           |                                                                                           |
| Bahnhof | 27,4 | Gensungen-Felsberg verkehrlich Felsberg-Gensungen                                         | Gensungen-Felsberg verkehrlich Felsberg-Gensungen                                         |
| | |                                                                                           |                                                                                           |
| Brücke über Wasserlauf | 30,3 | Schwalm                                                                                   | Schwalm                                                                                   |
| Bahnübergang | | Anrufschranke (Bf Wabern)                                                                 | Anrufschranke (Bf Wabern)                                                                 |
| Bahnhof | 33,9 | Wabern (Bz Kassel)                                                                        | Wabern (Bz Kassel)                                                                        |
| Strecke mit Straßenbrücke | 34,0 | B 254                                                                                     | B 254                                                                                     |
| Abzweig geradeaus und nach rechts | | nach Bad Wildungen                                                                        | nach Bad Wildungen                                                                        |
| Bahnübergang | 37,3 | L 3148                                                                                    | L 3148                                                                                    |
| Blockstelle | 37,4 | Uttershausen (Abzw)                                                                       | Uttershausen (Abzw)                                                                       |
| Abzweig geradeaus und nach rechts | | Anschlussstrecke nach Wabern Kimm (Anst)                                                  | Anschlussstrecke nach Wabern Kimm (Anst)                                                  |
| Brücke über Wasserlauf | 37,8 | Schwalm                                                                                   | Schwalm                                                                                   |
| Bahnübergang | 39,3 | L 3149                                                                                    | L 3149                                                                                    |
| Haltepunkt / Haltestelle | 39,4 | Singlis                                                                                   | Singlis                                                                                   |
| | |                                                                                           |                                                                                           |
| Abzweig ehemals geradeaus und nach links · Abzweig geradeaus und von rechts | | Anschluss DB Energie Bahnstromumformerwerk (gesperrt)                                     | Anschluss DB Energie Bahnstromumformerwerk (gesperrt)                                     |
| | |                                                                                           |                                                                                           |
| Bahnhof | 42,9 | Borken (Hess)                                                                             | Borken (Hess)                                                                             |
| | |                                                                                           |                                                                                           |
| Strecke von links · Abzweig geradeaus und nach rechts | | Privatanschluss Stadtwerke Borken mit Neben- anschließern (ehem. Dreischienengleis zur …) | Privatanschluss Stadtwerke Borken mit Neben- anschließern (ehem. Dreischienengleis zur …) |
| | |                                                                                           |                                                                                           |
| Kreuzung geradeaus oben (Querstrecke außer Betrieb) · Kreuzung geradeaus oben (Querstrecke außer Betrieb) | 43,4 | ehem. Werks- und Grubenbahn der PREAG                                                     | ehem. Werks- und Grubenbahn der PREAG                                                     |
| Bahnübergang | 47,4 | L 3067                                                                                    | L 3067                                                                                    |
| Bahnhof | 49,2 | Zimmersrode                                                                               | 216 m                                                                                     |
| Abzweig geradeaus und ehemals nach links · Strecke von rechts (außer Betrieb) | |                                                                                           |                                                                                           |
| Kreuzung geradeaus oben (Querstrecke außer Betrieb) · Strecke nach rechts (außer Betrieb) | 50,1 | ehem. Kellerwaldbahn nach Gemünden (Wohra)                                                | ehem. Kellerwaldbahn nach Gemünden (Wohra)                                                |
| Bahnhof | 54,7 | Schlierbach (Kr Schwalm-Eder)                                                             | Schlierbach (Kr Schwalm-Eder)                                                             |
| Strecke · Strecke von links (außer Betrieb) | | ehem. Kanonenbahn von Leinefelde                                                          | ehem. Kanonenbahn von Leinefelde                                                          |
| ehemaliger Bahnhof · Bahnhof (Strecke außer Betrieb) | 60,7 | Treysa (Keilbahnhof) (bis 1908)                                                           | Treysa (Keilbahnhof) (bis 1908)                                                           |
| Brücke · Brücke (Strecke außer Betrieb) | 61,1 | B 454                                                                                     | B 454                                                                                     |
| Brücke über Wasserlauf · Brücke über Wasserlauf (Strecke außer Betrieb) | 61,5 | Schwalm                                                                                   | Schwalm                                                                                   |
| Abzweig geradeaus und ehemals von links · Abzweig quer und nach rechts (Strecke außer Betrieb) | 61,9 | ehem. Knüllwaldbahn von Bad Hersfeld                                                      | ehem. Knüllwaldbahn von Bad Hersfeld                                                      |
| Bahnhof | 62,3 | Treysa                                                                                    | Treysa                                                                                    |
| Brücke | 67,0 | B 454                                                                                     | B 454                                                                                     |
| Haltepunkt / Haltestelle | 67,1 | Schwalmstadt-Wiera                                                                        | Schwalmstadt-Wiera                                                                        |
| Brücke | 70,1 | B 454                                                                                     | B 454                                                                                     |
| Grenze | | Tarifgrenze NVV/RMV                                                                       | Tarifgrenze NVV/RMV                                                                       |
| Bahnhof | 71,1 | Neustadt (Kr Marburg)                                                                     | Neustadt (Kr Marburg)                                                                     |
| ehemalige Blockstelle | 76,0 | Wasserscheide (Bk)                                                                        | Wasserscheide (Bk)                                                                        |
| Kulminations-/Scheitelpunkt | | Wasserscheide Weser/Rhein                                                                 | Wasserscheide Weser/Rhein                                                                 |
| Betriebs-/Güterbahnhof Streckenanfang und quer · Kreuzung geradeaus oben · Strecke von rechts | 80,0 | Herrenwald-Kaserne                                                                        | Herrenwald-Kaserne                                                                        |
| Abzweig geradeaus und von links · Abzweig quer und nach rechts | 81,4 | Industrieanschluss (Fritz Winter Eisengießerei)                                           | Industrieanschluss (Fritz Winter Eisengießerei)                                           |
| Bahnhof | 82,1 | Stadtallendorf                                                                            | Stadtallendorf                                                                            |
| Strecke mit Straßenbrücke | 83,1 | B 454                                                                                     | B 454                                                                                     |
| ehemalige Blockstelle | | Langenstein (Bk)                                                                          | Langenstein (Bk)                                                                          |
| Abzweig geradeaus und von links | | Ohmtalbahn von Nieder-Ofleiden                                                            | Ohmtalbahn von Nieder-Ofleiden                                                            |
| Bahnhof | 89,2 | Kirchhain (Bz Kassel)                                                                     | Kirchhain (Bz Kassel)                                                                     |
| Abzweig geradeaus und ehemals nach links · Strecke von rechts (außer Betrieb) | |                                                                                           |                                                                                           |
| Brücke über Wasserlauf · Brücke über Wasserlauf (Strecke außer Betrieb) | 90,1 | Wohra                                                                                     | Wohra                                                                                     |
| Kreuzung geradeaus unten (Querstrecke außer Betrieb) · Strecke nach rechts (außer Betrieb) | 90,2 | Wohratalbahn nach Gemünden (Wohra)                                                        | Wohratalbahn nach Gemünden (Wohra)                                                        |
| Haltepunkt / Haltestelle | 94,2 | Anzefahr                                                                                  | Anzefahr                                                                                  |
| Haltepunkt / Haltestelle | 97,3 | Bürgeln                                                                                   | Bürgeln                                                                                   |
| Strecke mit Straßenbrücke | 98,0 | B 3                                                                                       | B 3                                                                                       |
| Strecke mit Straßenbrücke | 99,2 | B 62                                                                                      | B 62                                                                                      |
| Brücke über Wasserlauf | 99,5 | Lahn                                                                                      | Lahn                                                                                      |
| Brücke über Wasserlauf | 99,8 | Lahn                                                                                      | Lahn                                                                                      |
| | |                                                                                           |                                                                                           |
| Abzweig geradeaus und von rechts | | Obere Lahntalbahn von Erndtebrück, zur Burgwaldbahn von Korbach                           | Obere Lahntalbahn von Erndtebrück, zur Burgwaldbahn von Korbach                           |
| | |                                                                                           |                                                                                           |
| Bahnhof | 100,3 | Cölbe                                                                                     | Cölbe                                                                                     |
| Brücke über Wasserlauf | 101,4 | Lahn (Viadukt)                                                                            | Lahn (Viadukt)                                                                            |
| Strecke mit Straßenbrücke | 102,1 | B 3                                                                                       | B 3                                                                                       |
| ehemalige Blockstelle | | Wehrda (Bk)                                                                               | Wehrda (Bk)                                                                               |
| Bahnhof | 104,2 | Marburg (Lahn)                                                                            | Marburg (Lahn)                                                                            |
| ehemaliger Haltepunkt / Haltestelle | | Marburg Mitte (geplant)                                                                   | Marburg Mitte (geplant)                                                                   |
| Haltepunkt / Haltestelle | 107,4 | Marburg Süd (Hp Üst)                                                                      | 181 m                                                                                     |
| Strecke · Betriebs-/Güterbahnhof Streckenanfang (Strecke außer Betrieb) | 107,5 | Marburg Südbahnhof (PV bis 1956)                                                          | Marburg Südbahnhof (PV bis 1956)                                                          |
| Strecke · Blockstelle (Strecke außer Betrieb) | 107,6 | Heizöllager (bis 1998)                                                                    | Heizöllager (bis 1998)                                                                    |
| Abzweig geradeaus und ehemals nach links · Abzweig geradeaus und von rechts (Strecke außer Betrieb) | 107,7 | ehem. Verbindung                                                                          | ehem. Verbindung                                                                          |
| Strecke mit Straßenbrücke Streckenanfang · Strecke mit Straßenbrücke Streckenende (Strecke außer Betrieb) | 108,3 | B 255 / L 3125                                                                            | B 255 / L 3125                                                                            |
| Strecke · Abzweig geradeaus und nach links (Strecke außer Betrieb) | 108,6 | Industrieanschlüsse (bis 1998)                                                            | Industrieanschlüsse (bis 1998)                                                            |
| Strecke · Strecke nach links (außer Betrieb) | 108,7 | ehem. Marburger Kreisbahn nach Dreihausen                                                 | ehem. Marburger Kreisbahn nach Dreihausen                                                 |
| Strecke mit Straßenbrücke | 109,1 | B 3                                                                                       | B 3                                                                                       |
| Brücke über Wasserlauf | 110,0 | Lahn                                                                                      | Lahn                                                                                      |
| ehemalige Blockstelle | | Gisselberg (Bk)                                                                           | Gisselberg (Bk)                                                                           |
| Strecke mit Straßenbrücke | 110,5 | B 255                                                                                     | B 255                                                                                     |
| Haltepunkt / Haltestelle | 111,9 | Niederweimar                                                                              | Niederweimar                                                                              |
| Strecke von links (außer Betrieb) · Abzweig geradeaus und ehemals nach rechts | |                                                                                           |                                                                                           |
| Bahnhof (Strecke außer Betrieb) · Bahnhof | 115,4 | Niederwalgern (ehem. Keilbahnhof)                                                         | Niederwalgern (ehem. Keilbahnhof)                                                         |
| Strecke nach rechts (außer Betrieb) · Strecke | | ehem. Aar-Salzböde-Bahn nach Herborn                                                      | ehem. Aar-Salzböde-Bahn nach Herborn                                                      |
| Bahnhof | 118,9 | Fronhausen (Lahn)                                                                         | Fronhausen (Lahn)                                                                         |
| Abzweig geradeaus und nach links | 119,6 | Anschluss DB Unterwerk                                                                    | Anschluss DB Unterwerk                                                                    |
| Brücke über Wasserlauf | 119,6 | Lahn                                                                                      | Lahn                                                                                      |
| Haltepunkt / Haltestelle | 122,8 | Friedelhausen                                                                             | Friedelhausen                                                                             |
| Abzweig geradeaus und von links | 125,3 | Lumdatalbahn von Londorf                                                                  | Lumdatalbahn von Londorf                                                                  |
| Bahnhof | 125,9 | Lollar (Inselbahnhof)                                                                     | Lollar (Inselbahnhof)                                                                     |
| Brücke über Wasserlauf | 126,6 | Lumda                                                                                     | Lumda                                                                                     |
| Abzweig geradeaus und ehemals nach rechts | | ehem. Kanonenbahn nach Wetzlar                                                            | ehem. Kanonenbahn nach Wetzlar                                                            |
| Strecke mit Straßenbrücke | 128,7 | A 480                                                                                     | A 480                                                                                     |
| Haltepunkt / Haltestelle | 132,9 | Gießen Oswaldsgarten                                                                      | Gießen Oswaldsgarten                                                                      |
| Strecke von rechts (außer Betrieb) · Brücke | 133,0 | Biebertalbahn von Bieber                                                                  | Biebertalbahn von Bieber                                                                  |
| Haltepunkt / Haltestelle Streckenende (Strecke außer Betrieb) · Strecke | 133,0 | Gießen Kleinbahnhof (bis 1952)                                                            | Gießen Kleinbahnhof (bis 1952)                                                            |
| Strecke von links · Abzweig geradeaus und nach rechts | 133,4 | Gießen Pbf/Rbf Ültg I                                                                     | Gießen Pbf/Rbf Ültg I                                                                     |
| | |                                                                                           |                                                                                           |
| Strecke · Strecke | | Vogelsbergbahn von Fulda Lahn-Kinzig-Bahn von Gelnhausen                                  | Vogelsbergbahn von Fulda Lahn-Kinzig-Bahn von Gelnhausen                                  |
| | |                                                                                           |                                                                                           |
| Strecke · Bahnhof · Bahnhof | 134,0 | Gießen (Keilbahnhof)                                                                      | Gießen (Keilbahnhof)                                                                      |
| Dienststation / Betriebs- oder Güterbahnhof · Strecke · Strecke | | Gießen Gbf                                                                                | Gießen Gbf                                                                                |
| Kreuzung geradeaus oben und rechts · Kreuzung geradeaus oben · Strecke nach rechts | 135,5 | Dillstrecke nach Siegen                                                                   | Dillstrecke nach Siegen                                                                   |
| Strecke mit Straßenbrücke Streckenanfang · Strecke mit Straßenbrücke Streckenende | 135,7 | B 49                                                                                      | B 49                                                                                      |
| Abzweig quer und nach links · Abzweig geradeaus und von rechts | | von Dutenhofen (Kr Wetzlar) (von Siegen)                                                  | von Dutenhofen (Kr Wetzlar) (von Siegen)                                                  |
| Dienststation / Betriebs- oder Güterbahnhof | 136,6 | Gießen-Bergwald Bbf                                                                       | Gießen-Bergwald Bbf                                                                       |
| Strecke mit Straßenbrücke | 137,5 | A 485                                                                                     | A 485                                                                                     |
| Bahnhof | 139,7 | Großen Linden                                                                             | Großen Linden                                                                             |
| Strecke mit Straßenbrücke | 141,2 | A 45                                                                                      | A 45                                                                                      |
| Bahnhof | 143,4 | Lang Göns                                                                                 | Lang Göns                                                                                 |
| Haltepunkt / Haltestelle | 146,1 | Kirch Göns                                                                                | Kirch Göns                                                                                |
| | |                                                                                           |                                                                                           |
| Abzweig quer und von rechts · Kreuzung geradeaus oben | 151,0 | Butzbach-Licher Eisenbahn (Verb.-Kurve zur HLB-Werkstatt und Strecke nach Münzenberg)     | Butzbach-Licher Eisenbahn (Verb.-Kurve zur HLB-Werkstatt und Strecke nach Münzenberg)     |
| | |                                                                                           |                                                                                           |
| Brücke · Brücke | 151,3 | B 3                                                                                       | B 3                                                                                       |
| Betriebs-/Güterbahnhof Streckenende · Bahnhof | 151,9 | Butzbach                                                                                  | Butzbach                                                                                  |
| Haltepunkt / Haltestelle | 154,6 | Ostheim (b Butzbach)                                                                      | Ostheim (b Butzbach)                                                                      |
| Strecke mit Straßenbrücke | 156,9 | A 5                                                                                       | A 5                                                                                       |
| Strecke mit Straßenbrücke | 151,3 | B 275                                                                                     | B 275                                                                                     |
| Abzweig geradeaus und nach links · Abzweig von links und von rechts | | Butzbach-Licher Eisenbahn von Griedel                                                     | Butzbach-Licher Eisenbahn von Griedel                                                     |
| Bahnhof · Kopfbahnhof Streckenende | 161,9 | Bad Nauheim / Bad Nauheim Nord (BLE)                                                      | Bad Nauheim / Bad Nauheim Nord (BLE)                                                      |
| Brücke | 163,1 | B 3                                                                                       | B 3                                                                                       |
| Brücke | 164,4 | B 455                                                                                     | B 455                                                                                     |
| Strecke · Strecke von links | 164,3 | Horlofftalbahn von Wölfersheim-Södel                                                      | Horlofftalbahn von Wölfersheim-Södel                                                      |
| Brücke über Wasserlauf · Brücke über Wasserlauf | 165,0 | Rosentalviadukt                                                                           | Rosentalviadukt                                                                           |
| ehemaliger Bahnhof · ehemaliger Bahnhof | 165,4 | Friedberg (erster Bahnhof bis 1913)                                                       | Friedberg (erster Bahnhof bis 1913)                                                       |
| Bahnhof · S-Bahnhof | 165,9 | Friedberg (Hess) Endstation                                                               | 148 m                                                                                     |
| Strecke · Dienststation / Betriebs- oder Güterbahnhof | | Friedberg Gbf                                                                             | Friedberg Gbf                                                                             |
| Abzweig geradeaus und ehemals nach rechts · Strecke | | Industrieanschlüsse                                                                       | Industrieanschlüsse                                                                       |
| Kreuzung geradeaus unten und rechts (Querstrecke außer Betrieb) · Abzweig geradeaus und ehemals nach rechts | | Strecke nach Friedrichsdorf (Querung bis 1968)                                            | Strecke nach Friedrichsdorf (Querung bis 1968)                                            |
| Abzweig geradeaus und nach links · Kreuzung geradeaus oben und links | | Strecke nach Hanau (niveaufrei)                                                           | Strecke nach Hanau (niveaufrei)                                                           |
| Abzweig geradeaus und von links · Strecke nach rechts | 168,4 | Friedberg Görbelheim (Abzw)                                                               | Friedberg Görbelheim (Abzw)                                                               |
| S-Bahn-Halt | 170,1 | Bruchenbrücken                                                                            | Bruchenbrücken                                                                            |
| Brücke über Wasserlauf | 172,8 | Rosbach                                                                                   | Rosbach                                                                                   |
| S-Bahnhof | 173,0 | Nieder Wöllstadt                                                                          | Nieder Wöllstadt                                                                          |
| Brücke | | B 3                                                                                       | B 3                                                                                       |
| S-Bahn-Halt | 176,2 | Okarben                                                                                   | Okarben                                                                                   |
| S-Bahnhof | 178,4 | Groß Karben                                                                               | Groß Karben                                                                               |
| Abzweig geradeaus und ehemals nach links | 179,2 | Industrieanschluss                                                                        | Industrieanschluss                                                                        |
| S-Bahn-Halt | 181,4 | Dortelweil                                                                                | Dortelweil                                                                                |
| | |                                                                                           |                                                                                           |
| Abzweig geradeaus und von links | | Niddertalbahn von Glauburg-Stockheim (ursprünglich Lauterbach)                            | Niddertalbahn von Glauburg-Stockheim (ursprünglich Lauterbach)                            |
| | |                                                                                           |                                                                                           |
| Verschwenkung von links · Verschwenkung von rechts | | Ausfädelung der S-Bahn (Strecke 3684)                                                     | Ausfädelung der S-Bahn (Strecke 3684)                                                     |
| Bahnhof · S-Bahnhof | 183,6 16,180 | Bad Vilbel                                                                                | Bad Vilbel                                                                                |
| Brücke über Wasserlauf · Brücke über Wasserlauf | 184,5 00,000 | Nidda                                                                                     | Nidda                                                                                     |
| Strecke · S-Bahn-Halt | 184,9 14,821 | Bad Vilbel Süd                                                                            | Bad Vilbel Süd                                                                            |
| Strecke mit Straßenbrücke Streckenanfang · Strecke mit Straßenbrücke Streckenende | | B 3                                                                                       | B 3                                                                                       |
| Strecke · S-Bahn-Halt | 187,5 12,148 | Frankfurt-Berkersheim                                                                     | Frankfurt-Berkersheim                                                                     |
| | |                                                                                           |                                                                                           |
| Strecke · S-Bahn-Halt | 189,4 10,453 | Frankfurt-Frankfurter Berg (bis 1986: Frankfurt-Bonames)                                  | Frankfurt-Frankfurter Berg (bis 1986: Frankfurt-Bonames)                                  |
| | |                                                                                           |                                                                                           |
| Brücke · Brücke | | A 661                                                                                     | A 661                                                                                     |
| Strecke · S-Bahnhof | 191,6 08,068 | Frankfurt-Eschersheim                                                                     | Frankfurt-Eschersheim                                                                     |
| Kreuzung mit U-Bahn geradeaus unten · Kreuzung mit U-Bahn geradeaus unten | | A-Strecke                                                                                 | A-Strecke                                                                                 |
| Strecke · S-Bahn-Halt | | Frankfurt-Ginnheim (seit 2024)                                                            | Frankfurt-Ginnheim (seit 2024)                                                            |
| ehemaliger Dienststation / Betriebs- oder Güterbahnhof · Strecke | 193,2 00,000 | Frankfurt-Ginnheim (bis 2016)                                                             | Frankfurt-Ginnheim (bis 2016)                                                             |
| Kreuzung mit U-Bahn geradeaus unten · Kreuzung mit U-Bahn geradeaus unten | | A-Strecke                                                                                 | A-Strecke                                                                                 |
| Strecke mit Straßenbrücke Streckenanfang · Strecke mit Straßenbrücke Streckenende | | A 66                                                                                      | A 66                                                                                      |
| Abzweig geradeaus und ehemals nach links · Abzweig geradeaus und ehemals von rechts | 195,532 04,674 | Frankfurt (Main) West S-Bahn Üst (Bft)                                                    | Frankfurt (Main) West S-Bahn Üst (Bft)                                                    |
| Kreuzung geradeaus unten · Abzweig geradeaus und von rechts | | von Frankfurt-Rödelheim                                                                   | von Frankfurt-Rödelheim                                                                   |
| Abzweig geradeaus und von rechts · Strecke | | rechte Strecke Homburger Bahn (Strecke 3611)                                              | rechte Strecke Homburger Bahn (Strecke 3611)                                              |
| Bahnhof · S-Bahnhof | 196,4 02,892 | Frankfurt (Main) West                                                                     | Frankfurt (Main) West                                                                     |
| Strecke · S-Bahn-Halt | | Frankfurt am Main Messe                                                                   | Frankfurt am Main Messe                                                                   |
| Abzweig geradeaus und ehemals nach links · Strecke | | urspr. zum Main-Weser-Bahnhof (bis 1888)                                                  | urspr. zum Main-Weser-Bahnhof (bis 1888)                                                  |
| Kreuzung geradeaus oben (Querstrecke außer Betrieb) · Kreuzung geradeaus oben (Querstrecke außer Betrieb) | | Hauptgüterbahnhof                                                                         | Hauptgüterbahnhof                                                                         |
| Strecke · S-Bahnhof | | Frankfurt (Main) Galluswarte                                                              | Frankfurt (Main) Galluswarte                                                              |
| Abzweig geradeaus und nach rechts · Strecke | | Main-Lahn-Bahn, Taunus-Eisenbahn                                                          | Main-Lahn-Bahn, Taunus-Eisenbahn                                                          |
| | |                                                                                           |                                                                                           |
| Abzweig geradeaus und nach rechts · Strecke | | Bahnstrecke Frankfurt am Main–Heidelberg, Gütergleis                                      | Bahnstrecke Frankfurt am Main–Heidelberg, Gütergleis                                      |
| | |                                                                                           |                                                                                           |
| Abzweig geradeaus und von links · Abzweig geradeaus und nach rechts | |                                                                                           |                                                                                           |
| Kreuzung geradeaus oben · Kreuzung geradeaus oben | | Hauptbahnhof-Vorfeld (s. o., Mainbahn)                                                    | Hauptbahnhof-Vorfeld (s. o., Mainbahn)                                                    |
| Strecke · Tunnelanfang | | Beginn City-Tunnel                                                                        | Beginn City-Tunnel                                                                        |
| Kopfbahnhof Streckenende · S-Bahnhof (im Tunnel) | 199,8 00,000 | Frankfurt (Main) Hbf                                                                      | Frankfurt (Main) Hbf                                                                      |
| | |                                                                                           |                                                                                           |
| Strecke nach links (im Tunnel) | | nach Frankfurt (Main) Süd                                                                 | nach Frankfurt (Main) Süd                                                                 |
| | |                                                                                           |                                                                                           |
| Quellen: | |                                                                                           |                                                                                           |

Die Main-Weser-Bahn ist eine Eisenbahnhauptstrecke von Kassel über Wabern, Borken (Hessen), Treysa, Neustadt (Hessen), Stadtallendorf, Kirchhain, Marburg, Gießen und Friedberg nach Frankfurt am Main, die nach dem Eisenbahnunternehmen benannt wurde, das die Strecke gebaut und bis 1880 auch betrieben hat.

## Streckenbeschreibung
Die Strecke ist 199,8 Kilometer lang. Sie ist zweigleisig und mit Oberleitung versehen. Die Streckenhöchstgeschwindigkeit beträgt 160 km/h, diese wird aber nur im Südabschnitt zwischen Marburg (Lahn) und Friedberg (Hessen) erreicht. Die Main-Weser-Bahn ist eine sehr wichtige Bahnstrecke im Schienenpersonennahverkehr. Daneben wird sie von einer ICE-Linie und einer IC-Verbindung im Schienenpersonenfernverkehr befahren.

## Geschichte
Die schriftliche Überlieferung zur Direktion der Main-Weser-Bahn wird heute im Hessischen Staatsarchiv Marburg aufbewahrt. Der Bestand hat eine Laufzeit von 1832 bis 1868, ist vollständig erschlossen und über Arcinsys Hessen online recherchierbar. Zur jüngeren Geschichte dieser Bahnstrecke befinden sich in dem Bestand der 1974 aufgelösten Bundesbahndirektion Kassel (Laufzeit: 1851–1967) Unterlagen. Auch dieser Bestand ist größtenteils erschlossen und über „Arcinsys Hessen“ online recherchierbar. Ergänzend sind auch im Hessischen Hauptstaatsarchiv Wiesbaden Unterlagen nachgewiesen, da die Strecken der Main-Weser-Bahn zeitweise auch der Reichsbahndirektion Frankfurt am Main unterstellt waren.

### Vorbereitung

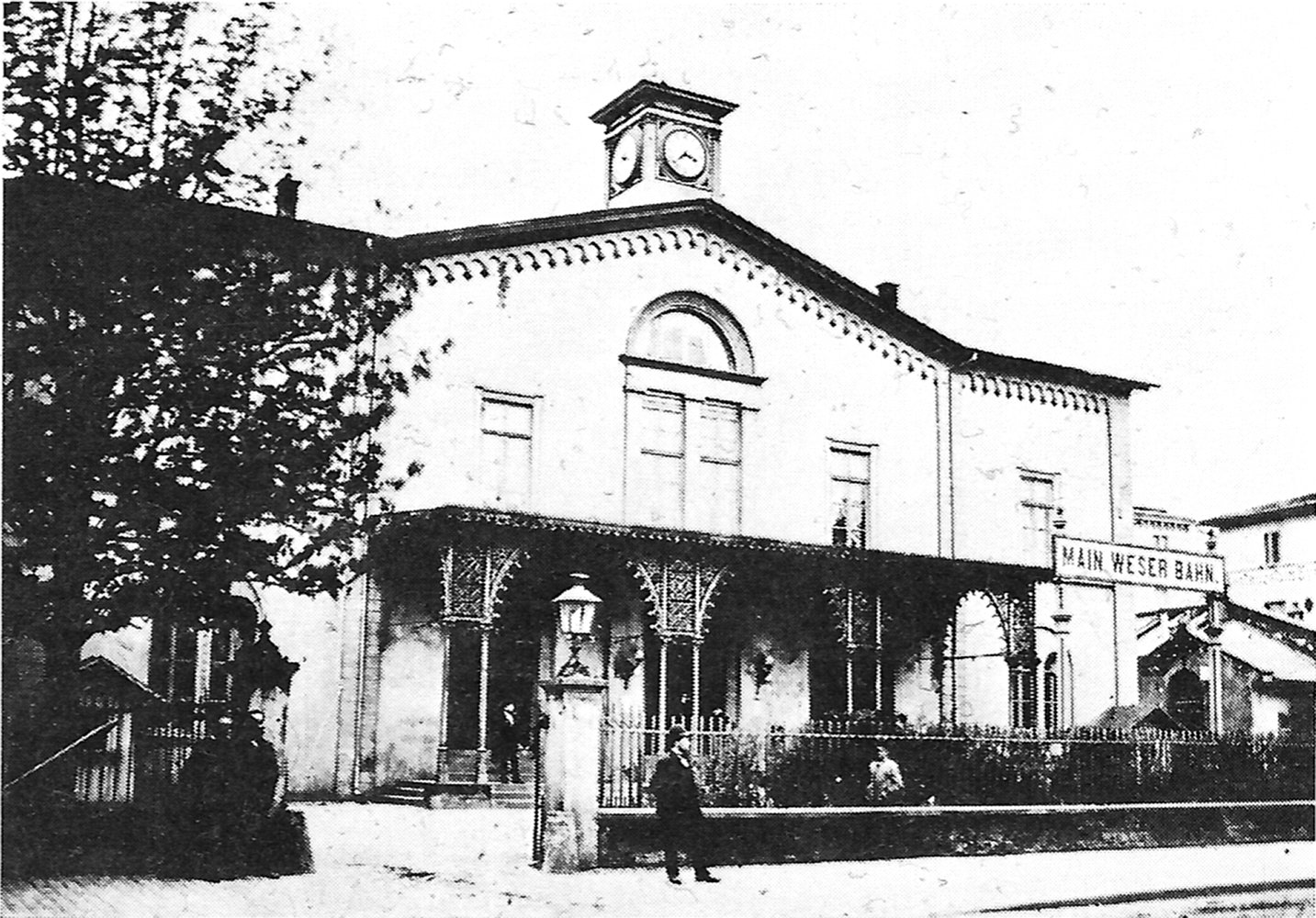
Main-Weser-Bahnhof in Frankfurt 1889

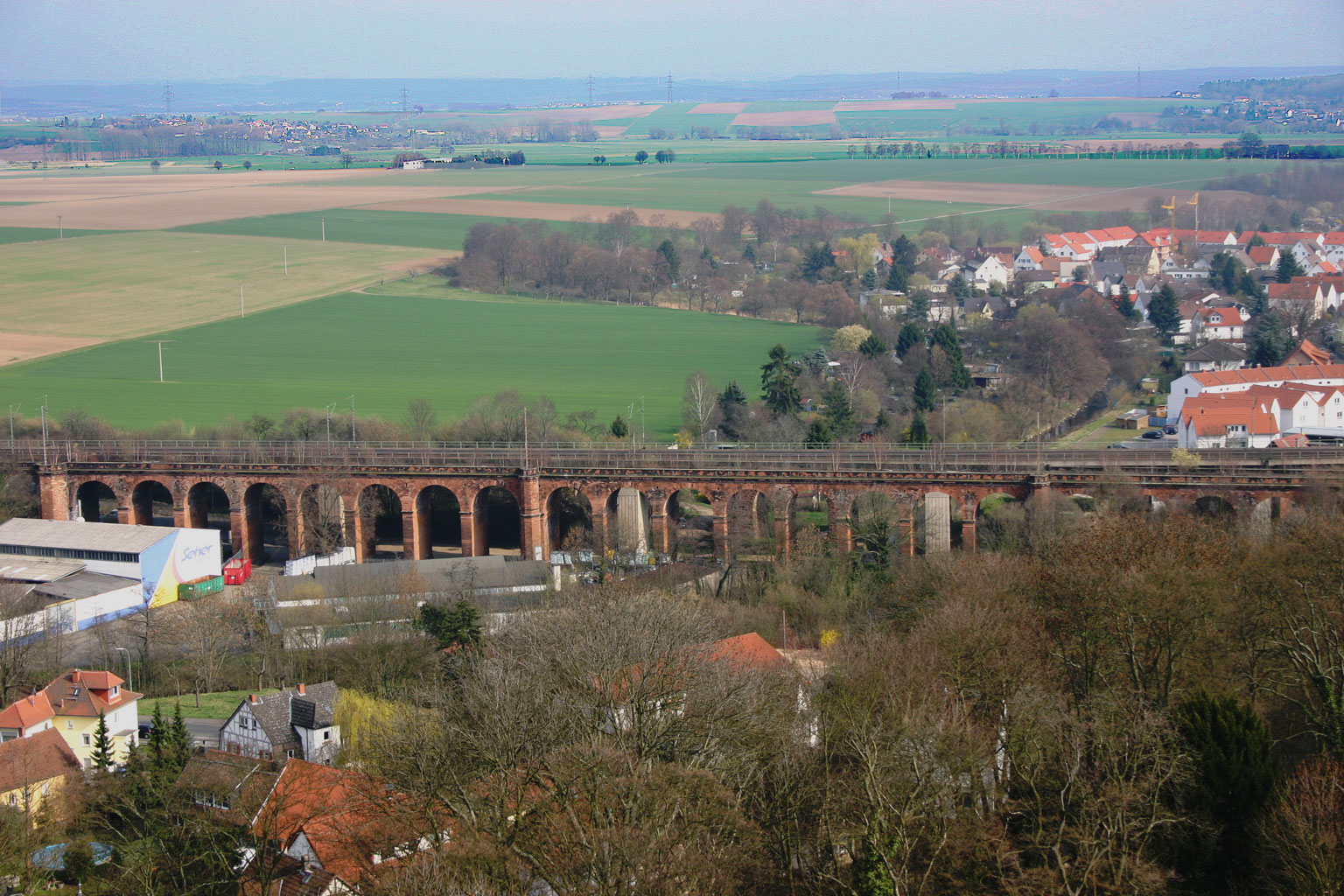
Rosentalviadukt in Friedberg aus der Bauzeit der Strecke

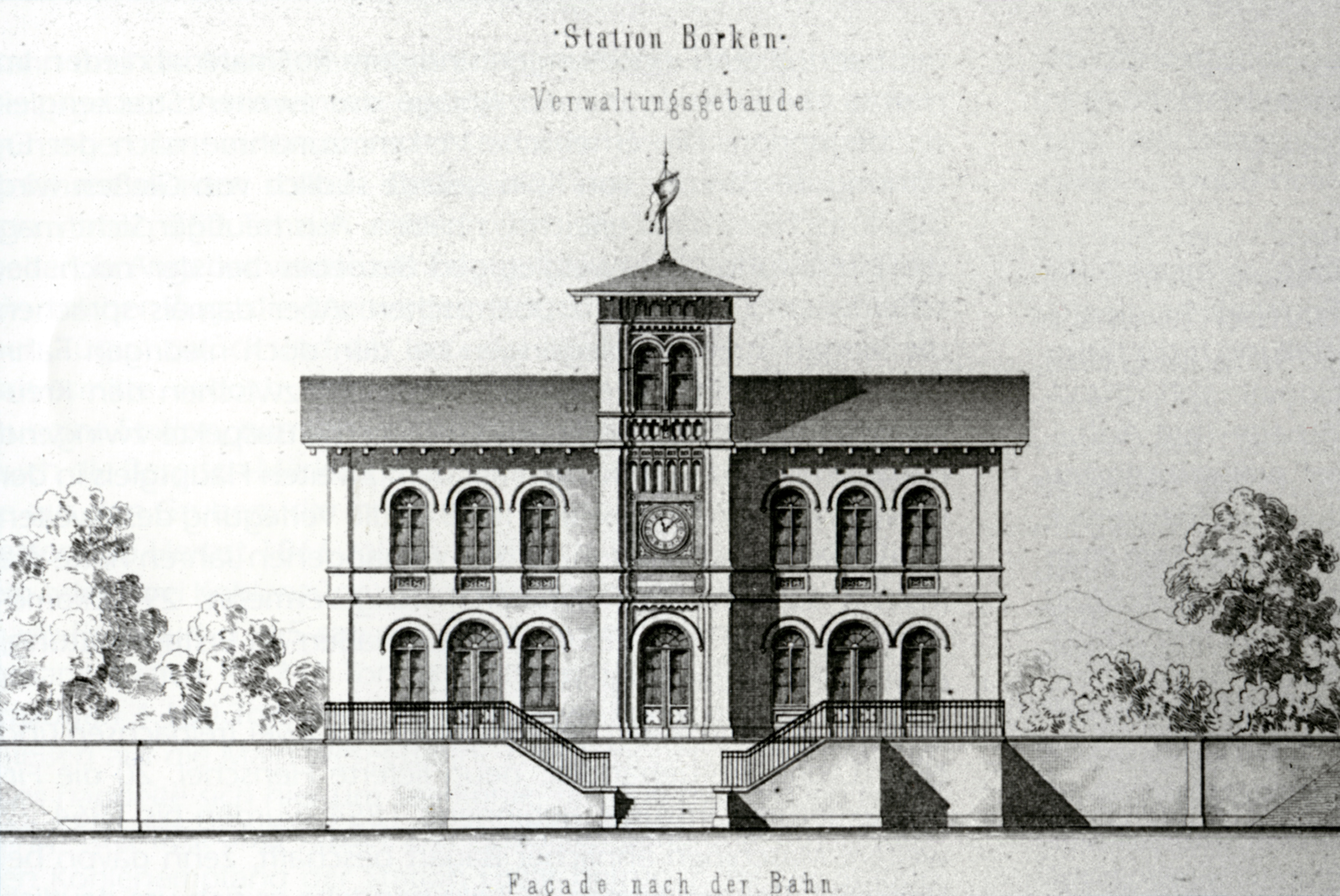
Empfangsgebäude des Bahnhofs Borken von Julius Eugen Ruhl (1847–1849)

Die ab 1838 erwogene Errichtung der Main-Weser-Bahn als Verbindung von Kassel in den Rhein-Main-Raum war ein ausschließlich über kurhessisches Staatsgebiet führendes Projekt zwischen den größten Städten des Kurfürstentums, von Kassel über Fulda nach Hanau, gedacht. Das scheiterte bei den damals zur Verfügung stehenden technischen Mitteln am Distelrasen, der Wasserscheide zwischen Fulda und Kinzig, der erst 1868 mit der Frankfurt-Bebraer Eisenbahn und einer Spitzkehre in Elm überwunden wurde.
Die Verhandlungen über einen Bau der Main-Weser-Bahn begannen 1841 zwischen den beteiligten Staaten. Das war neben dem Kurfürstentum Hessen das Großherzogtum Hessen und die Freie Stadt Frankfurt. Es dauerte bis zum 6. Februar 1845, als ein entsprechender Staatsvertrag zustande kam. Die Vereinbarung sah eine gemeinsame Staatsbahn, eine Kondominalbahn, vor. Damit waren die rechtlichen Voraussetzungen für den Bau und Betrieb der Bahn über Marburg, Gießen und Friedberg geschaffen, die zwar topografisch einfacheres Gelände nutzte, aber mehrfach die Grenzen zwischen den beteiligten Staaten überschritt. Der Staatsvertrag verpflichtete die beteiligten Regierungen, auf ihrem Staatsgebiet den notwendigen Geländeerwerb zu tätigen.

### Bau und Ausstattung
Beginn der Arbeiten war am 6. August 1846 auf kurhessischem Gebiet. Hier waren der belgische Ingenieur Frans Splingard verantwortlich. Von Frankfurt aus wurde die Strecke unter Remigius Eyssen vorangetrieben. Die Strecke war zunächst nur eingleisig. Die Empfangsgebäude entlang der Strecke stammten in den kurhessischen Abschnitten fast alle von dem Architekten Julius Eugen Ruhl, der auch erster Generaldirektor der kurhessischen Eisenbahnen wurde. Der Bau der Strecke wurde durch die bürgerliche Revolution von 1848 und eine Finanzkrise im Großherzogtum Hessen verzögert.
Entlang der Strecke wurden 230 Bahnwärter stationiert. Deren Zuständigkeitsbereich lag durchschnittlich also in einer Streckenlänge von unter einem Kilometer. Sie mussten „ihren“ Streckenabschnitt mehrmals am Tag begehen, kontrollieren und Wartungsarbeiten vornehmen.
An der Main-Weser-Bahn stand sehr früh ein Telegraf zur Verfügung: Die preußische Regierung war bereits 1848 an die entsprechenden Bahngesellschaften herangetreten, um eine Telegrafenleitung Berlin–Frankfurt a. M. zu installieren. Es kam ein Vertrag zustande, in dem die Bahn kostenlos ihr Gelände für den Bau der Leitung des elektrischen Telegrafen zur Verfügung stellte sowie Räume für das Telegrafen-Personal und im Gegenzug dazu die Anlage kostenfrei nutzen durfte. Wann genau der Telegraf in Betrieb ging ist unklar, jedenfalls bestand die Anlage spätestens ab 1854. Sie hatte zunächst nur eine Leitung. Anfangs kamen Zeigertelegrafen der Bauart nach August Kramer zum Einsatz. Erst in den 1860er Jahren wurden Morse-Telegrafen eingesetzt. Ab 1874 gab es vier parallele Telegrafenleitungen entlang der Bahn. Wann die betriebliche Trennung zwischen Bahn- und Posttelegrafie an der Main-Weser-Bahn erfolgte, ist nicht bekannt.

### Eröffnung
Die Eröffnung erfolgte in Abschnitten:
| Abschnitt                              | Länge (km) | Eröffnung         | Anmerkung                   |
| -------------------------------------- | ---------- | ----------------- | --------------------------- |
| Kassel–Wabern                          | 33,8       | 29. Dezember 1849 | erstes eröffnetes Teilstück |
| Wabern–Treysa                          | 28,4       | 2. Januar 1850    |                             |
| Treysa–Kirchhain                       | 26,9       | 4. März 1850      |                             |
| Kirchhain–Marburg                      | 15,1       | 3. April 1850     |                             |
| Marburg–Lollar                         | 21,6       | 25. Juli 1850     |                             |
| Lollar–Gießen                          | 8,1        | 25. August 1850   |                             |
| Gießen–Langgöns                        | 9,4        | 15. Mai 1852      | letzter Lückenschluss       |
| Langgöns–Butzbach                      | 8,5        | 1. Mai 1851       |                             |
| Butzbach–Friedberg                     | 13,6       | 9. November 1850  |                             |
| Friedberg–Frankfurt Main-Weser-Bahnhof | 30,9       | 10. Mai 1850      |                             |

Der durchgehende Verkehr zwischen Frankfurt und Kassel wurde am 15. Mai 1852 aufgenommen, nachdem der nördliche und der südliche Bauabschnitt zwischen Gießen und Langgöns verbunden worden waren. Hier erwies sich der Untergrund, auf den der Bahndamm gelegt wurde, als wenig stabil, so dass diese Baustelle zuletzt abgeschlossen werden konnte.

### Entwicklung
1865 beschäftigte die Bahn 821 Personen. Davon zählten 91 gleichzeitig zum Personal der Friedrich-Wilhelms-Nordbahn, da die Strecke zwischen Guntershausen und Kassel und das dortige Bahnbetriebswerk gemeinsam betreiben wurden.
Das zweite Gleis, südlich von Guntershausen, kam 1865 nach zwölfjährigen Verhandlungen hinzu und erleichterte im Krieg von 1866 den preußischen Truppentransport erheblich – ein Krieg, der zwei an der Main-Weser-Bahn beteiligte Staaten – Kurhessen und Frankfurt – von der politischen Landkarte verschwinden ließ. Ihre Anteile gingen auf Preußen über. Dieses schloss am 30. Mai 1868 mit dem Großherzogtum Hessen einen Staatsvertrag, der den Betrieb der gesamten Bahn zum 1. August 1868 an Preußen übertrug. Zum 1. April 1880 schließlich erwarb Preußen die noch vom Großherzogtum Hessen gehaltenen Anteile, die nun in den Preußischen Staatseisenbahnen aufgingen. Zuständig für die Strecke war zunächst die Eisenbahndirektion Hannover, ab 1895 die Eisenbahndirektion Kassel.
Der Abschnitt Treysa–Lollar war seit 1878/79 Bestandteil der als strategische Bahn gebauten Kanonenbahn Berlin–Metz.
Im Zeitraum zwischen 1866 und 1914 wurden die Halte entlang der Strecke in erheblichem Umfang nachverdichtet. In diesem Zeitraum gingen nicht weniger als 25 neue Bahnhöfe und Haltepunkte in Betrieb.
Im Zweiten Weltkrieg erlitten vor allem die Bahnknoten Frankfurt, Gießen und Kassel, das Bahnbetriebswerk in Treysa sowie der Bahnhof Marburg (Lahn) erhebliche Schäden. Darüber hinaus wurde die Brücke über die Eder weggerissen, als die Staumauer des Edersees am 17. Mai 1943 bei einem Luftangriff beschädigt wurde und eine Flutwelle sich ins Tal ergoss. Anfang 1946 waren die Schäden so weit behoben, dass die Strecke wieder durchgehend befahrbar war, allerdings nur mit baulichen Provisorien und geringer Geschwindigkeit.
Ab dem 14. Mai 1965 war zunächst der Abschnitt Frankfurt–Gießen, ab dem 20. März 1967 der Rest der Strecke bis Kassel elektrisch befahrbar.

### Betrieb
Am Anfang erfolgte die Sicherung von Zugfahrten durch Fahren nach Fahrplan, im Zeitabstand und auf Sicht.
In den ersten Betriebsjahren von 1853 bis 1866 stieg die Zahl der Reisenden von 634.555 auf 940.031 (48 %). Durch die in dieser Zeit an die Strecke angeschlossenen Bahnstrecken nahm die Zahl der Übergangsreisenden prozentual noch wesentlich stärker zu: von 15.841 auf 87.971, also das 5,5-fache. Die Zahlen zeigen aber auch, dass der ganz überwiegende Teil der Reisenden im Binnenverkehr unterwegs war. Der Güterverkehr nahm in diesem Zeitraum von 103.324 t auf 442.220 t um mehr als das Vierfache zu. Die Annexion durch Preußen brachte einen weiteren drastischen Aufschwung in den Zahlen, die innerhalb von zwei Jahren bis 1868 bei den Reisenden noch einmal um 12,4 % auf über eine Million zunahmen, der Güterverkehr sogar um mehr als 50 %. Abgesehen von nie zuvor erreichten Spitzenwerten aufgrund von Truppentransporten im Deutsch-Französischen Krieg 1870/1871 (die Zahl der transportierten Personen verdoppelte sich) pendelte dieser Wert sich in der Folgezeit mit 20 bis 25 % über dem der vor-preußischen Zeit ein. Eine Spitze im Gütertransport wurde 1874 erreicht und sank dann in Folge der Wirtschaftskrise von 1873 wieder.
Bis zur Fertigstellung der Bebraer Bahn 1866 fuhren alle Züge zwischen Frankfurt und Berlin über die Main-Weser-Bahn. Sie wechselten die Fahrtrichtung in Guntershausen, wo die Friedrich-Wilhelms-Nordbahn die Verbindung zur Thüringischen Bahn herstellte. Aber auch danach verkehrten weiter Schnellzüge von Frankfurt nach Berlin über Kassel und die Main-Weser-Bahn. Weiter gab es vor dem Ersten Weltkrieg Züge von Berlin über die Bäderbahn Bad Nauheim–Wiesbaden, die auch die Main-Weser-Bahn bis und von Friedberg nutzten.
Nach dem Zweiten Weltkrieg nahmen die Züge der amerikanischen Besatzungsmacht diesen Weg. 
In Vorbereitung für den Bau der Schnellfahrstrecke Hannover–Würzburg wurde die Trasse der Main-Weser-Bahn im Raum Kassel verlegt. Die Arbeiten begannen im Juli 1985. Bei einer Bausumme von 24 Mio. DM wurden auf einer Länge von 5,7 Kilometern 420.000 m³ Boden ausgehoben und anschließend wieder verfüllt. Dabei wurde durchgehend der zweigleisige Betrieb aufrechterhalten.

### Unfälle
Am 5. November 1973 stießen im Bahnhof Guntershausen der Schnellzug D 453 und der Schnellzug des Intercity-Ergänzungssystems, DC 973, zusammen. 14 Menschen starben, 65 weitere wurden verletzt. 
Am 5. Juli 1997 verrutschte bei Neustadt (Hessen) die Ladung eines Güterzuges und beschädigte einen entgegenkommenden Regional-Express. Sechs Menschen starben.
Am Abend des 12. Mai 2025 entgleisten bei Borken die Lok und die zwei vorderen Wagen eines mit Holz beladenen Güterzugs. Die Strecke musste zwischen Treysa und Wabern für zwei Tage vollständig gesperrt werden.

### Sonstige Vorkommnisse
Im September 1990 verlief auch über diese Strecke ein als „Aktion Lindwurm“ bezeichneter Militärtransport von Giftgas aus der Pfalz an die Nordsee.
Im Februar 2017 war der Bahnbetrieb im südlichen Abschnitt durch zwei unmittelbar aufeinanderfolgende Störungen stark beeinträchtigt. Am 5. Februar wurde das elektronische Stellwerk im Bahnhof Friedberg (Hessen) durch einen Kurzschluss außer Betrieb gesetzt. Erst nach Abschluss der Reparaturarbeiten vier Tage später war der fahrplanmäßige Zugbetrieb zwischen Gießen und Frankfurt am Main wieder möglich.
Am 30. Dezember 2020 entgleiste bei Frankfurt aufgrund einer Gleisabsenkung eine S-Bahn der DB-Baureihe 423 mit einem Drehgestell. In der Folge blieb die Strecke bis einschließlich 4. Januar 2021 in beiden Richtungen gesperrt. Ab dem 5. Januar 2021 war tagsüber ein Gleis wieder benutzbar. Das von der Gleisabsenkung unmittelbar betroffene Gleis wurde unter Vollsperrung in den folgenden Nächten repariert. Die S6 konnte tagsüber wieder in den Haupttakten zwischen Friedberg und Frankfurt auf dem Regelweg verkehren, der übrige Zugverkehr musste während des gesamten Januars über Hanau umgeleitet werden oder im Abschnitt zwischen Frankfurt und Bad Vilbel bzw. Friedberg entfallen.
Am 14. Februar 2023 durchtrennte ein Rüttelstopfbagger an der Bahnstation Frankfurt-Eschersheim vier Glasfaserkabel der Deutschen Telekom bei Bauarbeiten. In der Folge gab es großflächige Telekommunikations-Störungen in Frankfurt, auch die IT am dortigen Flughafen war betroffen.
Am Abend des 27. August 2024 beschädigte die Lokomotive eines Güterzuges die Oberleitung vor dem Bahnhof Marburg Süd, wodurch der Zugverkehr zwischen Marburg (Lahn) und Niederwalgern tagelang nur eingleisig durchgeführt werden konnte.

## Verkehre

### Fernverkehr
Auf der Main-Weser-Bahn verkehrt die ICE-Linie 26 von Ostseebad Binz über Hamburg, Kassel und Frankfurt am Main nach Karlsruhe. Einmal täglich wird der im Zwei-Stunden-Takt verkehrende ICE durch eine IC-Verbindung von Westerland (Sylt) nach Stuttgart ersetzt. Den Südabschnitt zwischen Gießen und Frankfurt befuhr von Dezember 2009 bis Dezember 2011 ein einzelnes EuroCity-Zugpaar der Linie 62 von Siegen nach Klagenfurt mit Kurswagen nach Zagreb. Bis 2014 gab es Zugläufe bis nach Konstanz; diese wurden aber zum Fahrplanwechsel Ende 2014 gestrichen. Saisonal verkehrt an vereinzelten Tagen wieder ein Zug, der bis Konstanz durchgebunden ist (ICE 1578 "Schwarzwald"). Ferner gab es bis Ende 2015 eine Direktverbindung in Richtung Berlin Südkreuz; dieser Zug fuhr montags bis samstags als erste Intercity-Leistung.
Noch früher gab es direkte Fernzüge von Frankfurt über Gießen und Siegen Hbf nach Hagen Hbf, darüber hinaus über Münster (Westf) Hbf an die Nordsee. Auch der InterConnex war 2003 zwischen Neuss und Rostock auf dem Abschnitt Gießen–Kassel im Fahrplan. Ein Zug fuhr sogar bis nach Kopenhagen. Die Relation Frankfurt – Bad Nauheim – Wetzlar – Siegen wird seit Dezember 2021 wieder mit der IC-Linie 34 bedient, wobei der Bahnhof Gießen über die Verbindungskurve bei Bergwald umfahren wird. Zum Einsatz kommen Intercity-2-Doppelstockzüge. Von Siegen aus verkehren diese Züge weiter über die Ruhr-Sieg-Strecke nach Dortmund Hbf bzw. Münster Hbf. Ein Zug verkehrte bis Dezember 2024 täglich bis Norddeich Mole und verband die Main-Weser-Bahn so mit Ostfriesland.

### Nahverkehr

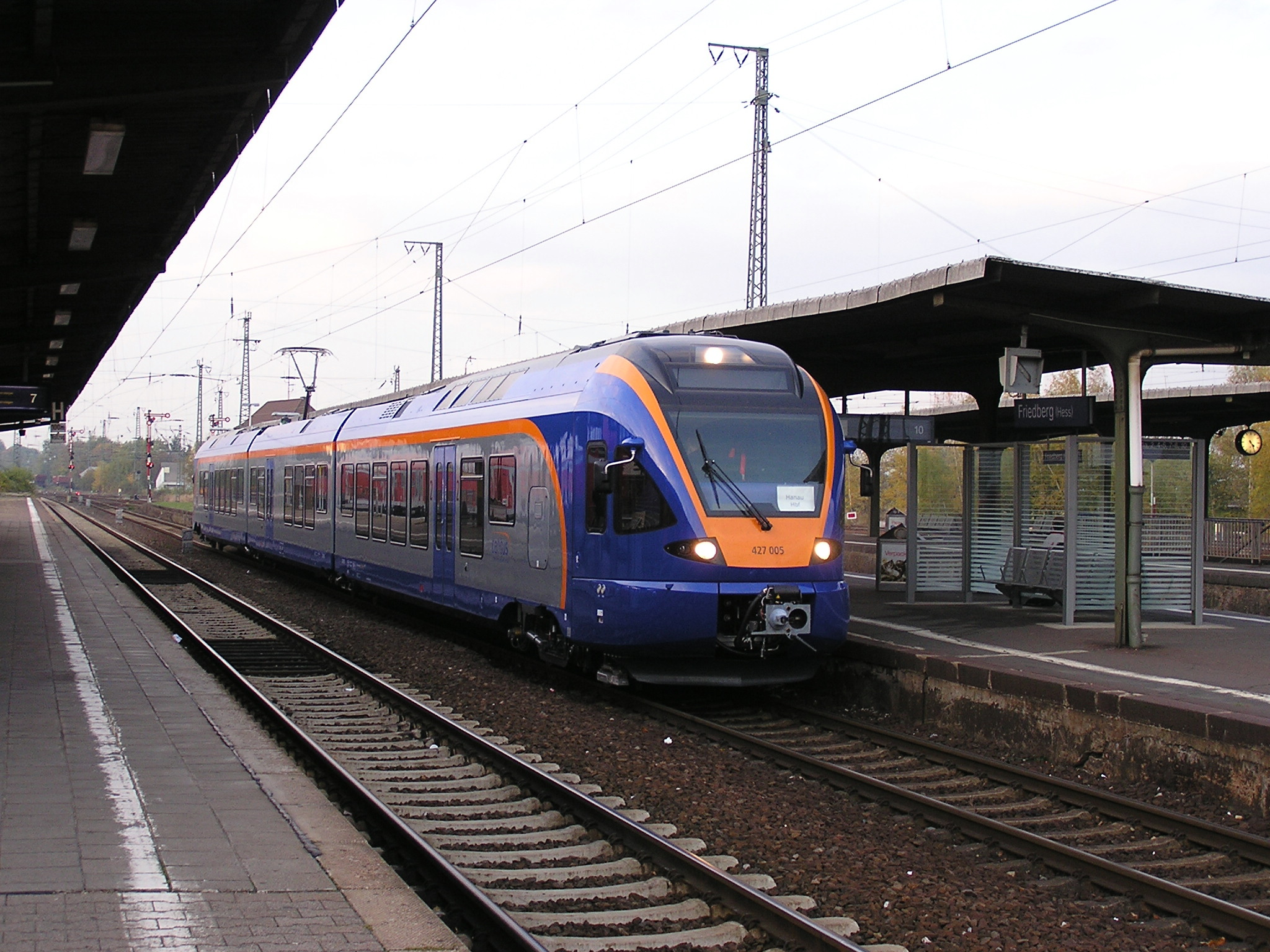
cantus-Regionalzug zur Personalschulung in Friedberg (2006), jetzt unterwegs in Nordhessen

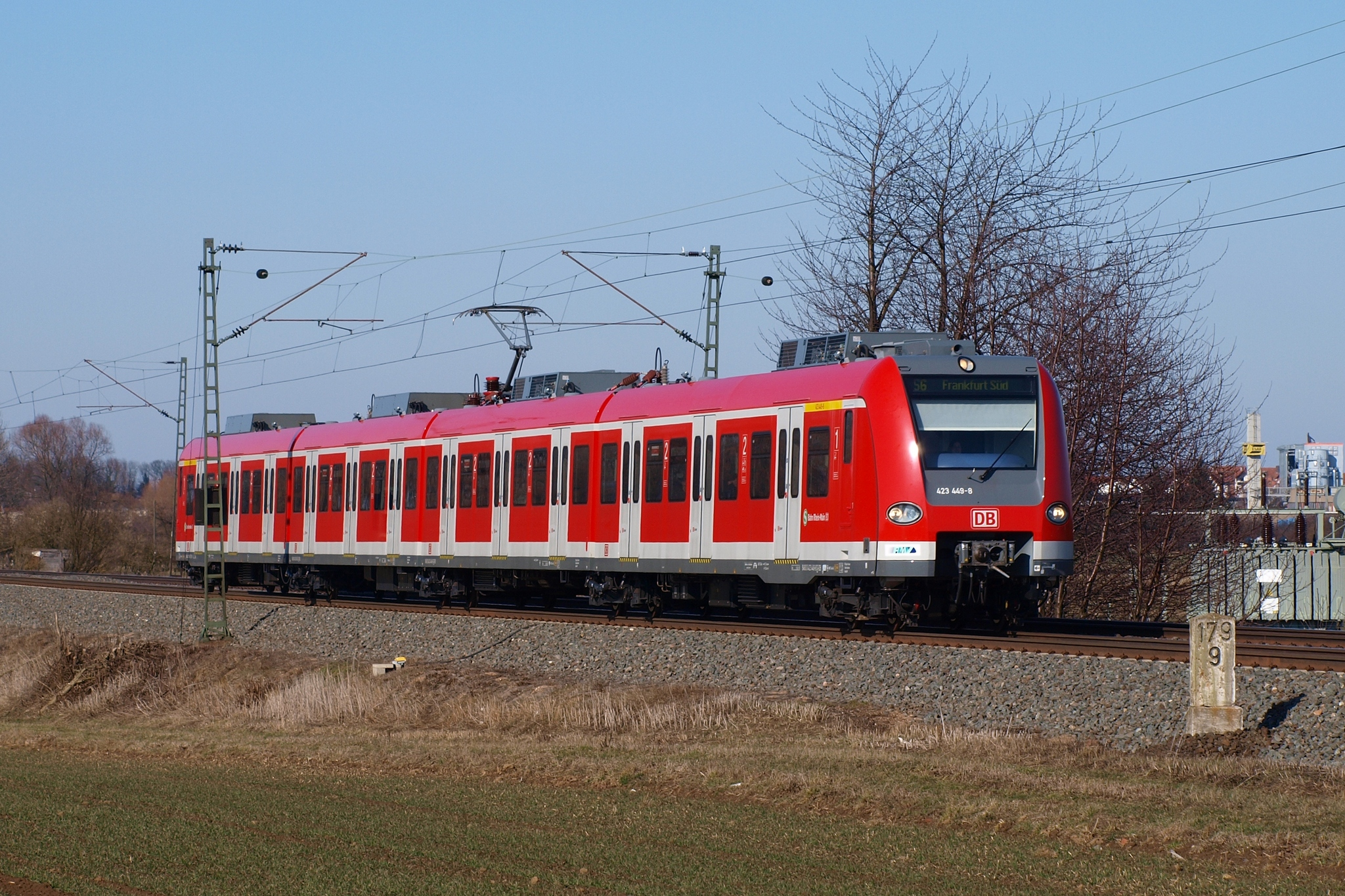
Baureihe 423 als S6 bei Groß Karben

Es verkehren Regional-Express-Züge zwischen Frankfurt und Kassel Hbf (Main-Weser-Express) und zwischen Frankfurt und Siegen Hbf (Main-Sieg-Express). Letztere wechseln in Gießen die Fahrtrichtung und verlassen die Strecke; der Abschnitt zwischen Gießen und Siegen wird im Stundentakt bedient.
Der Main-Weser-Express verkehrt stündlich und wird alternierend von DB Regio als Linie RE 30 und von der Hessischen Landesbahn (HLB) als Linie RE 98 jeweils im Zweistundentakt bedient, wobei letztere nördlich von Marburg mehr Zwischenhalte aufweist. Der Main-Sieg-Express wird ausschließlich von der Hessischen Landesbahn (HLB) als Linie RE 99 betrieben und fährt im Abschnitt Frankfurt–Gießen zweistündlich überwiegend in Mehrfachtraktion mit der Linie RE 98 mit Zugteilung in Gießen. Weiterhin verkehren von der HLB betriebene Regionalbahnen zwischen Marburg/Stadtallendorf/Treysa und Gießen sowie zwischen Gießen und Hanau via Friedberg. Seit Dezember 2006 verkehrt der Mittelhessen-Express, bei welchem die beiden aus Treysa und Dillenburg kommenden Regionalbahnen in Gießen gekuppelt werden und anschließend gemeinsam beschleunigt nach Frankfurt fahren. Umgekehrt findet ebenfalls in Gießen die Trennung statt, beide Züge fahren dann als Regionalbahnen weiter nach Treysa bzw. Dillenburg. Es besteht außerdem ein S-Bahn-Angebot zwischen Friedberg und dem Frankfurter Südbahnhof über den dortigen City-Tunnel.
Der Abschnitt Treysa–Kassel war bis Dezember 2015 Teil der RegioTram Kassel und wurde als Linie RT 9 bezeichnet. Die RegioTram kam ab Ende Mai 2007 jedoch zunächst nur am Wochenende zum Einsatz, später hat sie auch an Werktagen die Regionalbahnen ersetzt. Ab dem 14. Dezember 2014 wurden ein Jahr lang wochentags zwei von drei Fahrten von der Kurhessenbahn mit Triebwagen der Baureihe 628 gefahren. Seit dem Fahrplanwechsel 2015/2016 am 13. Dezember 2015 ersetzen FLIRT-Triebwagen der Hessischen Landesbahn die RegioTrams der Linie RT 9. Zwischen Kassel Hbf und Baunatal-Guntershausen verkehren weiterhin RegioTrams der Linie RT 5, welche in Baunatal-Guntershausen auf die Friedrich-Wilhelms-Nordbahn wechseln und dort in Melsungen enden.
Zahlreiche Züge auf den in Bad Vilbel, Friedberg, Gießen, Cölbe und Wabern abzweigenden Seitenstrecken haben außerdem einen gewissen Vor- oder Nachlauf auf der Hauptbahn.
Weiterhin fahren auf der Strecke viele Güterzüge, etwa zahlreiche Containerganzzüge oder Transporte von fabrikneuen Landmaschinen (Traktoren, Mähdrescher). Regelmäßig fahren auch Militärzüge.

### Fahrzeugeinsatz

#### Hauptverkehr

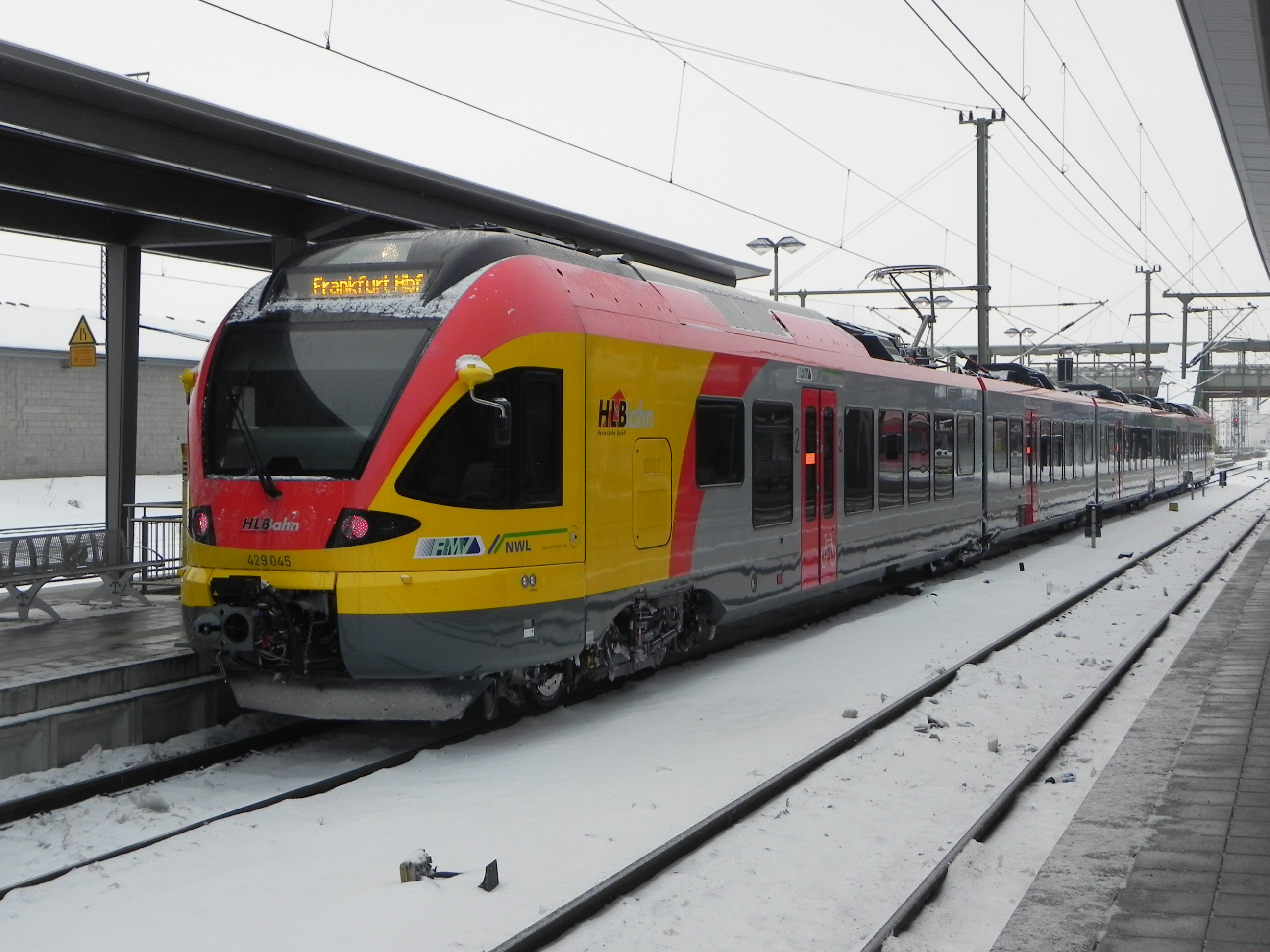
Fünfteiliger FLIRT der HLB in Gießen

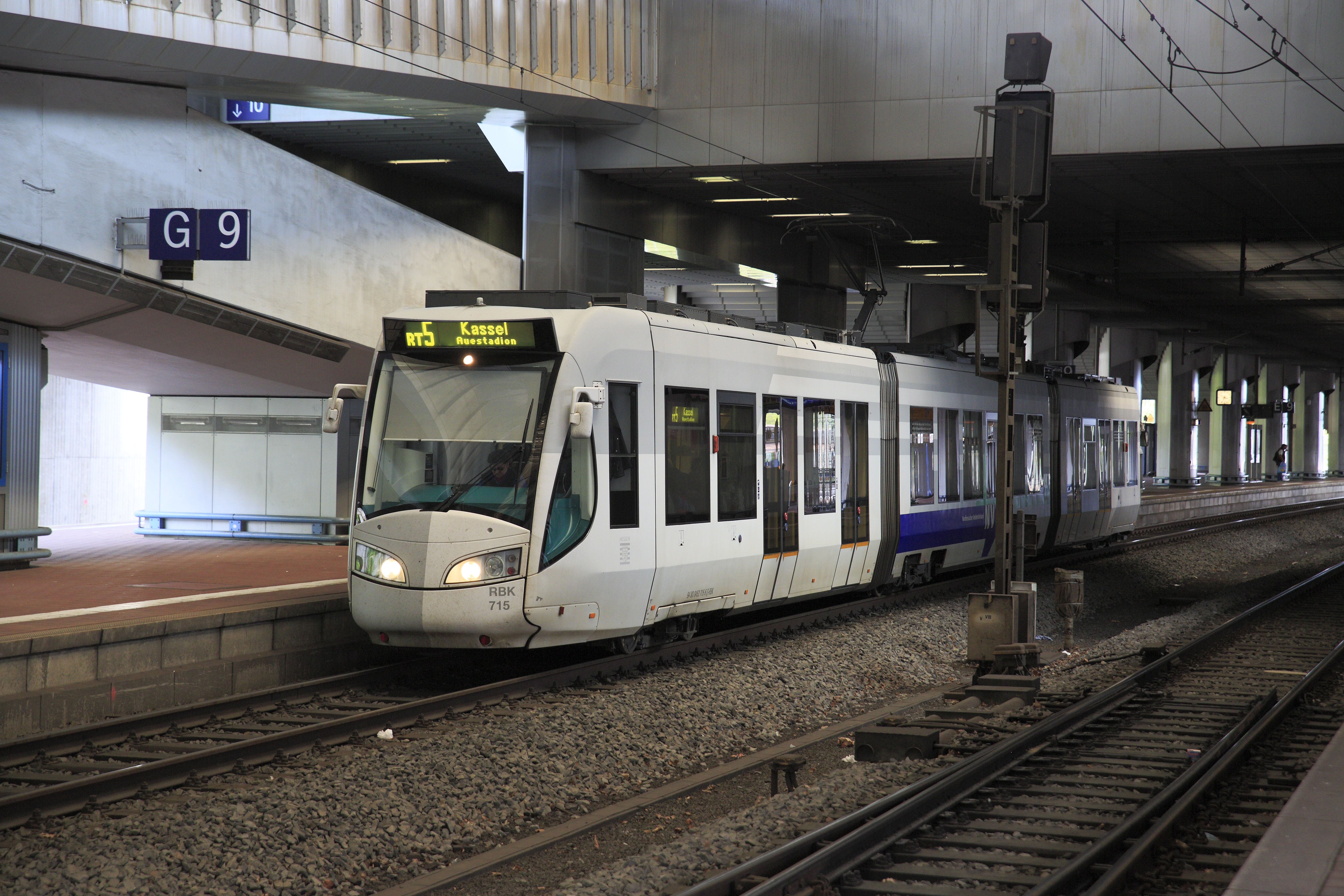
RegioCitadis als RegioTram-Linie RT 5 im Bahnhof Kassel-Wilhelmshöhe

Für den stündlichen Mittelhessen-Express zwischen Frankfurt und Treysa kommen Triebwagen der Baureihe Coradia Continental zum Einsatz, die von der Hessischen Landesbahn (HLB) betrieben werden. Bis Dezember 2023 wurde der Mittelhessen-Express von DB Regio Mitte mit Talent-2-Triebwagen betrieben. Auf der seit Dezember 2012 nun durchgängigen Regionalbahn-Linie Gießen–Friedberg–Hanau fuhren ab März 2013 ebenfalls Talent-2-Triebwagen, die mit Loks der Baureihe 143 bespannte Züge aus n-Wagen bzw. GTW 2/6 der Hessischen Landesbahn ablösten. Seit Dezember 2023 kommen auch hier Triebwagen der Baureihe Alstom Coradia Continental zum Einsatz.
Bei den Regional-Express-Zügen der DB zwischen Frankfurt und Kassel handelt es sich fast ausschließlich um Wendezüge aus Doppelstockwagen, die mit der Baureihe 146.2 bespannt werden. Mit dem Fahrplanwechsel 2010/2011 übernahm die Hessische Landesbahn (HLB) einen Teil der Verkehrsleistungen zwischen Frankfurt am Main und Marburg (einige Jahre später Kassel Hbf) bzw. Siegen im Auftrag des Rhein-Main-Verkehrsverbundes (RMV) und des Zweckverbandes Nahverkehr Westfalen-Lippe (NWL) als „Main-Sieg-Express“. Es werden neu beschaffte drei- und fünfteilige Triebwagen des Typs Stadler Flirt eingesetzt. Sie ersetzen teilweise Doppelstock-Wendezug-Garnituren und umgebaute Silberlinge der Deutschen Bahn AG. In Gießen werden die Züge in der Regel Richtung Kassel Hbf und Siegen Hbf geflügelt.
Die bis Dezember 2015 zwischen Kassel und Treysa verkehrende RegioTram bestand aus Niederflur-Zweisystem-Stadtbahntriebwagen der Baureihe 452. Auf dem S-Bahn-Teilstück (S6) südlich von Friedberg fahren S-Bahn-Triebwagen der Baureihe 423.
Die ICE-Garnituren der Linie 26 bestehen aus ICE-T-Triebzügen; die Intercity-Garnituren sind die üblichen Wendezüge aus Intercity- und ehemaligen Interregio-Wagen mit Elektrolokomotiven der Baureihe 101 oder ersatzweise der Baureihe 120. Gelegentlich werden bei Bauarbeiten oder Betriebsstörungen auf der Schnellfahrstrecke Hannover–Würzburg auch Intercity-Express-Züge anderer Linien zwischen Frankfurt (Main) Hauptbahnhof und Kassel-Wilhelmshöhe umgeleitet, die dann nicht in Fulda und Hanau halten. Seit Dezember 2021 verkehrt auch der InterCity 2 auf dem Abschnitt von Frankfurt bis Gießen-Bergwald mit den Zügen der IC-Linie 34 in Richtung Nordrhein-Westfalen.
Ab Dezember 2023 sollten nach der Übernahme der Linien RB 40, RB 41 und RB 49 durch die Hessische Landesbahn insgesamt 32 neue Triebwagen der Baureihe Coradia Continental auf den Linien verkehren. Aufgrund von Zulassungsproblemen der neuen Fahrzeuge kamen zunächst noch die bisherigen Talent-2-Triebwagen zum Einsatz. Des Weiteren sollten ab Ende 2024[veraltet] beim RE 30 fabrikneue Züge des Typs Coradia Max mit WLAN-Ausstattung eingesetzt werden.
| Linie                              | Verlauf | Verlauf | Verkehrszeiten | Verkehrszeiten | Verkehrszeiten | Eingesetzte Fahrzeuge                    | Betreiber              |
| Linie                              | Verlauf | Verlauf | HVZ            | NVZ            | SVZ            | Eingesetzte Fahrzeuge                    | Betreiber              |
| ---------------------------------- | --- | --- | -------------- | -------------- | -------------- | ---------------------------------------- | ---------------------- |
| ICE 26 / IC 26                     | Binz / Westerland / Stralsund / Hamburg – Kassel-Wilhelmshöhe – Treysa – Marburg (Lahn) – Gießen – Friedberg (Hess) – Frankfurt (Main) – Karlsruhe / Stuttgart | Binz / Westerland / Stralsund / Hamburg – Kassel-Wilhelmshöhe – Treysa – Marburg (Lahn) – Gießen – Friedberg (Hess) – Frankfurt (Main) – Karlsruhe / Stuttgart | 120            | 120            | 120            | 411 / 101 + 9 IC Wagen                   | DB Fernverkehr AG      |
| IC 34                              | (Münster – Hamm –) Dortmund – Siegen – Wetzlar – Bad Nauheim – Frankfurt (Main)                                                                                | (Münster – Hamm –) Dortmund – Siegen – Wetzlar – Bad Nauheim – Frankfurt (Main)                                                                                | 120            | 240            | -              | InterCity 2                              | DB Fernverkehr AG      |
| Main-Weser-Express RE 30           | Kassel – Kassel-Wilhelmshöhe – Wabern (Bz Kassel) – Treysa – Stadtallendorf – Marburg (Lahn) – Gießen – Friedberg (Hess) – Frankfurt (Main)                    | Kassel – Kassel-Wilhelmshöhe – Wabern (Bz Kassel) – Treysa – Stadtallendorf – Marburg (Lahn) – Gießen – Friedberg (Hess) – Frankfurt (Main)                    | 120            | 120            | 120            | 146.3, 114 + 6 bis 7 DoSto               | DB Regio Mitte         |
| Main-Sieg-Express RE 98 / RE 99    | Siegen – Haiger – Dillenburg – Wetzlar – | Gießen – Friedberg (Hess) – Frankfurt (Main) | 60             | 60             | 60             | 429, 427                                 | HLB                    |
| Main-Sieg-Express RE 98 / RE 99    | Kassel – Kassel-Wilhelmshöhe – Wabern (Bz Kassel) – Treysa – Stadtallendorf – Marburg (Lahn)                                                                   | Gießen – Friedberg (Hess) – Frankfurt (Main) | 120            | 120            | 120            | 429, 427                                 | HLB                    |
| Mittelhessen-Express RB 41 / RB 40 | Treysa – Stadtallendorf – Marburg (Lahn) – | Gießen – Butzbach – Friedberg (Hess) – Bad Vilbel – Frankfurt (Main)                                                                                           | 30             | 60             | 60             | 1440                                     | HLB                    |
| Mittelhessen-Express RB 41 / RB 40 | Dillenburg – Herborn (Dillkr) – Wetzlar – | Gießen – Butzbach – Friedberg (Hess) – Bad Vilbel – Frankfurt (Main)                                                                                           | 60             | 60             | 60             | 1440                                     | HLB                    |
| RB 49                              | Gießen – Butzbach – Friedberg (Hess) – Nidderau – Hanau | Gießen – Butzbach – Friedberg (Hess) – Nidderau – Hanau | 30             | 60             | 60             | 427, 1440                                | HLB                    |
| RB 48                              | Nidda – Beienheim – Friedberg (Hess) (– Bad Vilbel – Frankfurt (Main))                                                                                         | Nidda – Beienheim – Friedberg (Hess) (– Bad Vilbel – Frankfurt (Main))                                                                                         | 30             | 60             | 60             | 2648 / 245 + Doppelstockwagen (4× Mo–Fr) | HLB / DB Regio Mitte   |
| RB 34                              | Glauburg-Stockheim – Nidderau – Bad Vilbel – Frankfurt (Main)                                                                                                  | Glauburg-Stockheim – Nidderau – Bad Vilbel – Frankfurt (Main)                                                                                                  | 30             | 60             | 60             | 642 / 245 + 4 bis 5 DoSto (6× Mo–Fr)     | DB Regio Mitte         |
| RB 37                              | Gießen – Butzbach – Friedberg (Hess) – Bad Vilbel – Frankfurt (Main)                                                                                           | Gießen – Butzbach – Friedberg (Hess) – Bad Vilbel – Frankfurt (Main)                                                                                           | 30             | 120            | 240            | 1440                                     | HLB                    |
| RB 38                              | Kassel – Kassel-Wilhelmshöhe – Wabern (Bz Kassel) – Borken – Zimmersrode – Treysa                                                                              | Kassel – Kassel-Wilhelmshöhe – Wabern (Bz Kassel) – Borken – Zimmersrode – Treysa                                                                              | Einzelne Züge  | Einzelne Züge  | Einzelne Züge  | 642                                      | Kurhessenbahn          |
| RB 39                              | Kassel – Kassel-Wilhelmshöhe – Wabern (Bz Kassel) – Fritzlar – Bad Wildungen                                                                                   | Kassel – Kassel-Wilhelmshöhe – Wabern (Bz Kassel) – Fritzlar – Bad Wildungen                                                                                   | 120            | 120            | 120            | 642                                      | Kurhessenbahn          |
| S6                                 | Friedberg (Hess) – Bad Vilbel – Frankfurt Hbf (tief) – Frankfurt Süd                                                                                           | Friedberg (Hess) – Bad Vilbel – Frankfurt Hbf (tief) – Frankfurt Süd                                                                                           | 15             | 15             | 30             | 423 1 – 3                                | DB Regio Mitte         |
| RT5                                | Kassel Auestadion –Kassel – Kassel-Wilhelmshöhe – Baunatal-Guntershausen – Melsungen                                                                           | Kassel Auestadion –Kassel – Kassel-Wilhelmshöhe – Baunatal-Guntershausen – Melsungen                                                                           | 30             | 30             | 60             | 452                                      | RegioTram Gesellschaft |

#### Zubringerverkehr
Die Züge, die Glauburg-Stockheim und Nidderau über die Strecke Bad Vilbel–Glauburg-Stockheim mit Frankfurt verbinden, ebenso wie die von Nidda über Friedberg nach Frankfurt, sind in der Hauptverkehrszeit mit Diesellokomotiven der DB-Baureihe 245 bespannt, ansonsten werden Triebwagen der DB-Baureihe 642 eingesetzt. Auch zwischen Cölbe und Marburg sind Dieseltriebwagen der Baureihe 642 anzutreffen, welche die Bahnstrecke Kreuztal–Cölbe nach Erndtebrück und die Burgwaldbahn von Marburg bis Frankenberg (Eder) bedienen. Die meisten Züge der Bahnstrecke Wabern–Bad Wildungen fahren auf der Main-Weser-Bahn weiter bis Kassel Hbf, ebenfalls mit Triebwagen der Baureihe 642.

### Güterverkehr
Güterverkehr findet hauptsächlich in Form durchgehender Züge statt, wobei die Mehrzahl der Züge in Nord-Süd-Relation die parallelen Strecken über Fulda nutzt. Für den Ortsgüterverkehr bedeutend ist Wabern (Bz Kassel), von wo aus unter anderem die Ladestraße und die Zuckerfabrik in Wabern (Bz Kassel) und der Privatanschluss „Stadtwerke“ (Gleis 408) in Borken (Hess) bedient werden.

## Ausbau

### Zusätzliche Verkehrsstationen
Ein neuer Regionalbahn-Haltepunkt „Marburg Mitte“ in Höhe der Universitäts-Hochhäuser wurde 2020 in einem Gutachten grob geprüft und schnitt dabei gut ab.

### Viergleisiger Ausbau zwischen Frankfurt und Friedberg

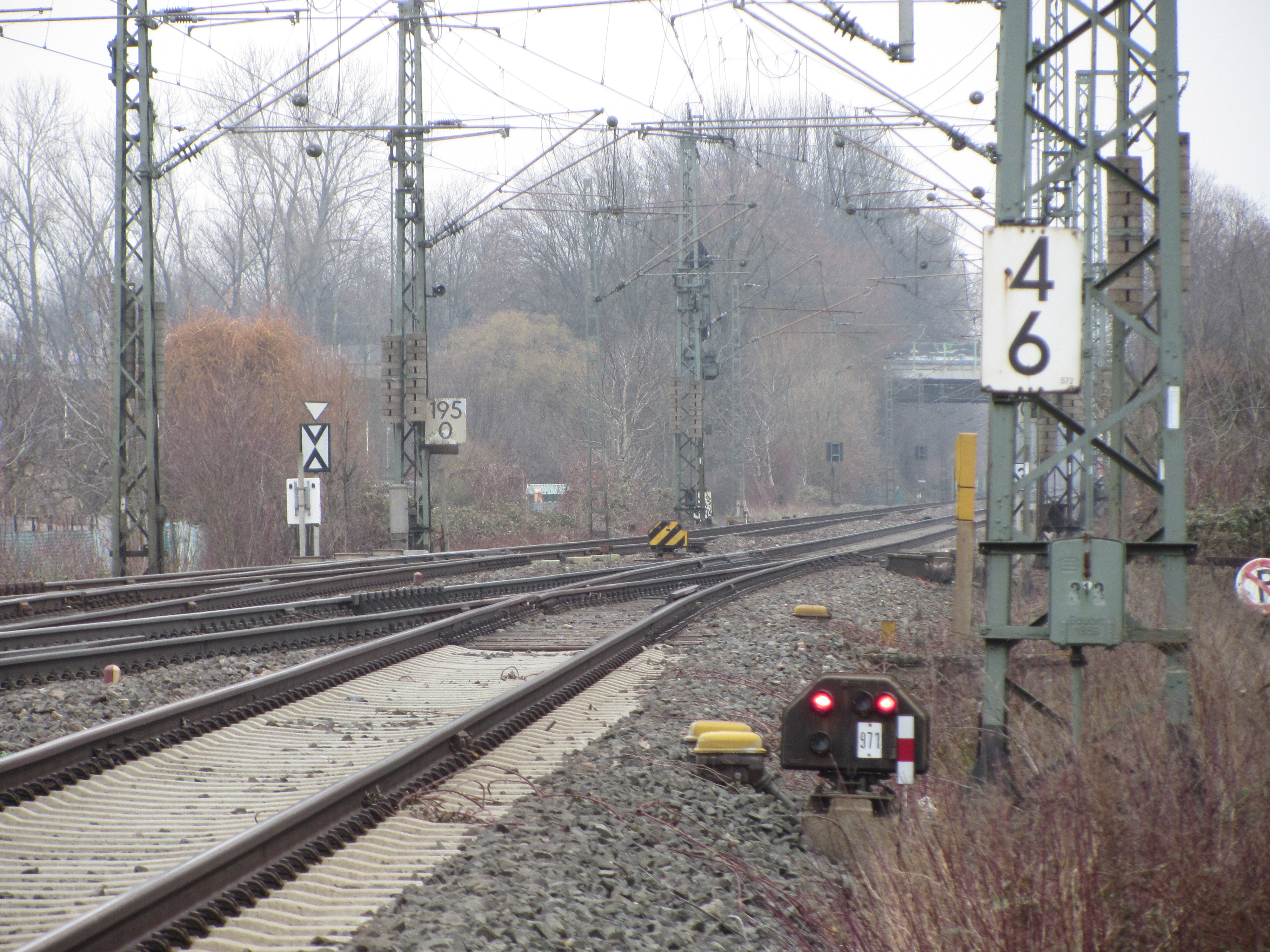
Bisheriges Ende der S-Bahn-Strecke 3684 am km 4,6 in Frankfurt-Bockenheim

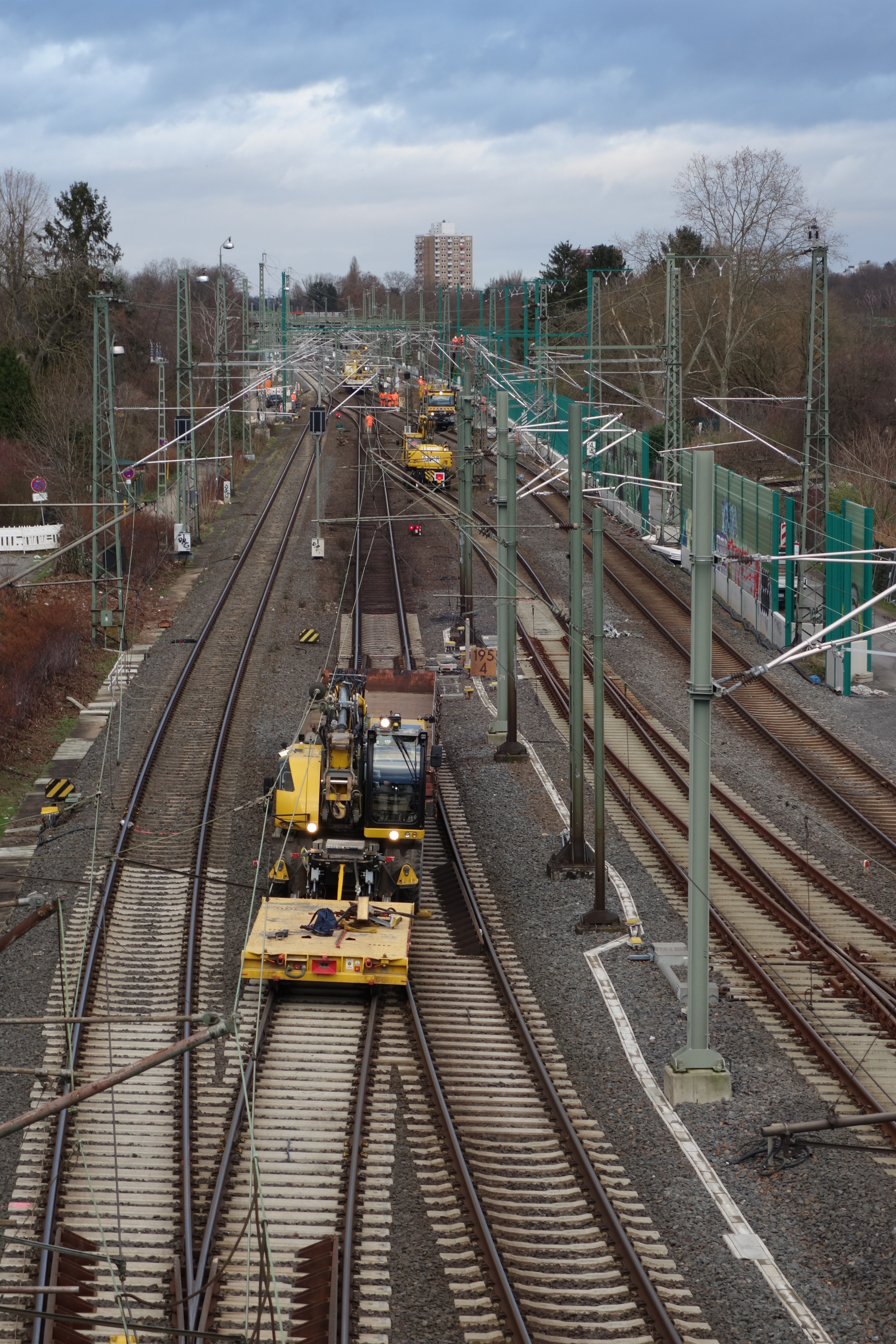
Blick von der Bockenheimer Breitenbachbrücke auf die Main-Weser-Bahn während der Umbauarbeiten im Januar 2024

Die Main-Weser-Bahn hat vor allem im Zulauf auf Frankfurt eine sehr hohe Auslastung aufgrund des Mischverkehrs von S-Bahn, Regionalverkehr, Fernverkehr und Güterverkehr. Um den Betrieb zu entzerren, wird die Strecke zwischen Frankfurt (M) West und Friedberg in zwei Abschnitten auf vier Gleise und einer Streckengeschwindigkeit von 140 km/h ausgebaut, wonach dann zwei separate Gleise für die S-Bahn im Linienbetrieb zur Verfügung stehen werden. Nachdem der 1. Bauabschnitt bis Bad Vilbel mittlerweile in Betrieb genommen werden konnte, ist ein Baubeginn für den 2. Ausbauabschnitt derzeit (2025) nicht absehbar.
Die beiden Gleise für die S-Bahn sind östlich bzw. südlich der Gleise der Strecke 3900 angeordnet und besitzen die Streckennummer 3684. Während die Fernbahn von Kassel aus in Nord-Süd-Richtung kilometriert ist, wird die neue S-Bahn-Strecke von Frankfurt aus in Süd-Nord-Richtung kilometriert.:S. 10
Das Planfeststellungsverfahren für den ersten Ausbauabschnitt von Frankfurt West bis Bad Vilbel (geplante Bauzeit vier Jahre) wurde am 13. Mai 2004 abgeschlossen, aber nicht umgesetzt, sondern durch eine Planänderung gemäß § 76 Abs 1 Verwaltungsverfahrensgesetz ergänzt. Die entsprechende öffentliche Bekanntmachung erfolgte im Juli 2009. Danach soll die Strecke weitgehend mit zwei bis sechs Meter hohen Schallschutzwänden versehen werden, als Ausgleichsmaßnahme soll ein Altarm der Nidda renaturiert werden.
Die Bürgerinitiative 2statt4 aus einigen Eschersheimer und Ginnheimer Anwohnern versuchte, den Ausbau auf dem Rechtsweg insgesamt zu verhindern. Auf Bad Vilbeler Gebiet bestand bereits Baurecht, so dass die Stadt Bad Vilbel bereits die neue Unterführung unter den Bahnsteigen bauen konnte.
Im November 2011 wies der Hessische Verwaltungsgerichtshof (VGH) Klagen von Anwohnern und der Bürgerinitiative 2statt4 gegen den Planfeststellungsbeschluss zurück, eine Revision wurde nicht zugelassen. Zuvor hatte die Bahn Nachbesserungen zugesagt.
Die von der Bürgerinitiative Bahnane sowie einer Privatklägerin daraufhin eingereichte Nichtzulassungsbeschwerde wies das Bundesverwaltungsgericht Ende Januar 2013 in verschiedenen Urteilen zurück. Damit bestand endgültig Baurecht für den ersten Bauabschnitt. Die Initiativen 2statt4 und Bahnane versuchen weiterhin den zweiten Bauabschnitt Bad Vilbel–Friedberg zu verhindern, sowie dem ersten Bauabschnitt die Finanzierung entziehen zu lassen.
Im Mai 2015 kündigte die Bahn den Beginn der Bauarbeiten für das zweite Halbjahr 2017 an. Neben dem Neubau von 12,6 Kilometern neuer Gleise werden 5 Haltepunkte umgebaut und ein Haltepunkt neu errichtet. Die Kosten des Projektes werden mit 323 Millionen Euro angegeben. Der erste Spatenstich für den Bauabschnitt zwischen Frankfurt West und Bad Vilbel erfolgte offiziell am 19. Dezember 2017. Der ursprünglich für Dezember 2022 geplante Abschluss des Ausbaus erfolgte mehr als ein Jahr später am 19. Februar 2024. Die Station „Bad Vilbel Süd“ konnte aufgrund erforderlicher Restarbeiten erst eine Woche später in Betrieb genommen werden.

### Neubau Station Frankfurt-Ginnheim

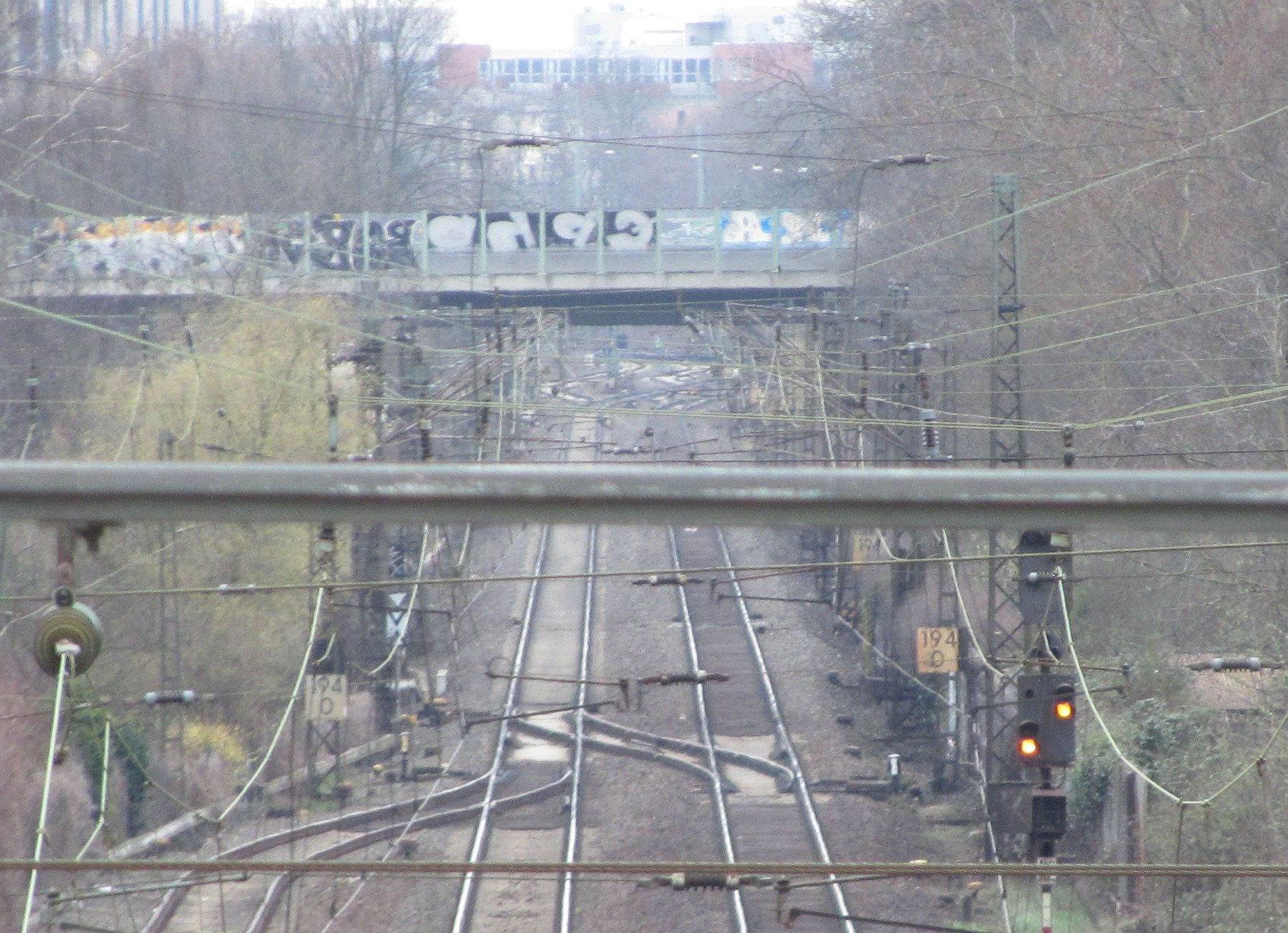
Blick vom Fußgängersteg von der U-Bahn-Station Niddapark nach Süden, wo bei km 194,0 das Abstellgleis beginnt, das bis 2016 den Bbf Ginnheim ausmachte

Im Zuge des Baus der S-Bahn-Strecke entlang der Main-Weser-Bahn entstand zwischen Frankfurt West und Frankfurt-Eschersheim ein neuer Haltepunkt Frankfurt-Ginnheim für die S-Bahn. Er ermöglicht ein Umsteigen zu den U-Bahn-Linien U1 und U9 an der benachbarten U-Bahn-Station Niddapark und wurde zum Fahrplanwechsel 2024/2025 am 15. Dezember 2024 in Betrieb genommen. Für die Besucher der Bundesgartenschau 1989 im jetzigen Volkspark Niddatal war vorübergehend bereits ein Haltepunkt eingerichtet worden.
Zudem bestand der Betriebsbahnhof Ginnheim mit einem Überholungsgleis in Richtung Kassel von km 194,0 bis 193,2, der 2016 im Zuge des Baubeginns aufgegeben wurde.

### Ausbau zwischen Gießen und Friedberg
Im Entwurf des neuen Regionalplans Mittelhessen wird das Ziel eines viergleisigen Ausbaus zwischen Gießen und Friedberg festgehalten.